# Incoronazione di Maria

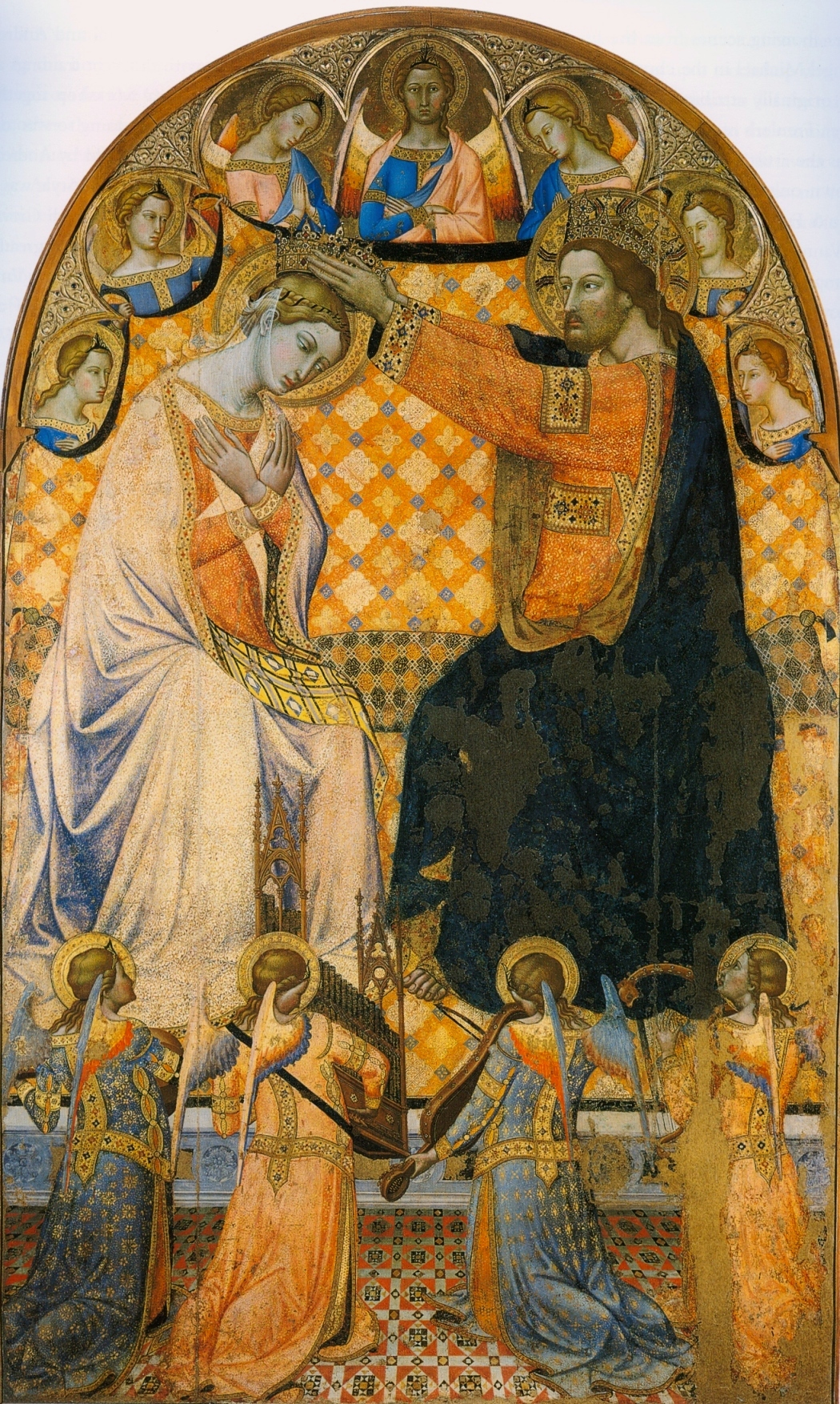
Incoronazione dellla Vergine di Jacopo di Mino del Pellicciaio (1340-1350)

L'Incoronazione della Vergine o Incoronazione di Maria è un soggetto dell'arte cristiana, particolarmente popolare in Italia nel XIII-XV secolo, ma che continuò ad essere diffuso fino al XVIII secolo e oltre. 
Il tema iconografico rappresenta Cristo, talvolta accompagnato da Dio Padre e dallo Spirito Santo sotto forma di colomba, pone una corona sul capo di Maria, Madre del Signore Gesù, in qualità di Regina del Cielo. 
Nelle prime versioni, l'ambientazione è un Paradiso immaginato come una corte terrena, popolata da santi e angeli; nelle versioni successive, il Paradiso è più spesso raffigurato come il cielo, con i santi seduti fra le nuvole. Il soggetto è anche degno di nota perché spesso raffigura l'intera Trinità cristiana, a volte in modi insoliti. 
Le vergini incoronate sono presenti anche nelle icone ortodosse orientali, in particolare in quelle della Chiesa ortodossa russa dopo il XVIII secolo. 
Un ulteriore soggetto correlato dell'arte cristiana orientale e di quella occidentale è quello in cui Maria è incoronata da uno o due angeli.
Il tema iconografico divenne comune nell'ambito di un generale aumento della devozione mariana nel primo periodo gotico ed è uno dei soggetti più ricorrenti nei dipinti su tavola italiani del XIV secolo giunti fino a noi, realizzati per lo più per essere collocati su altari laterali nelle chiese. La grande maggioranza delle chiese cattoliche romane aveva (e ha) un altare laterale o una “cappella della Madonna” dedicata a Maria. L'incoronazione è spesso rappresentata nel contesto di rituali o processioni popolari, in cui è eseguita da figure umane.

## La solennità

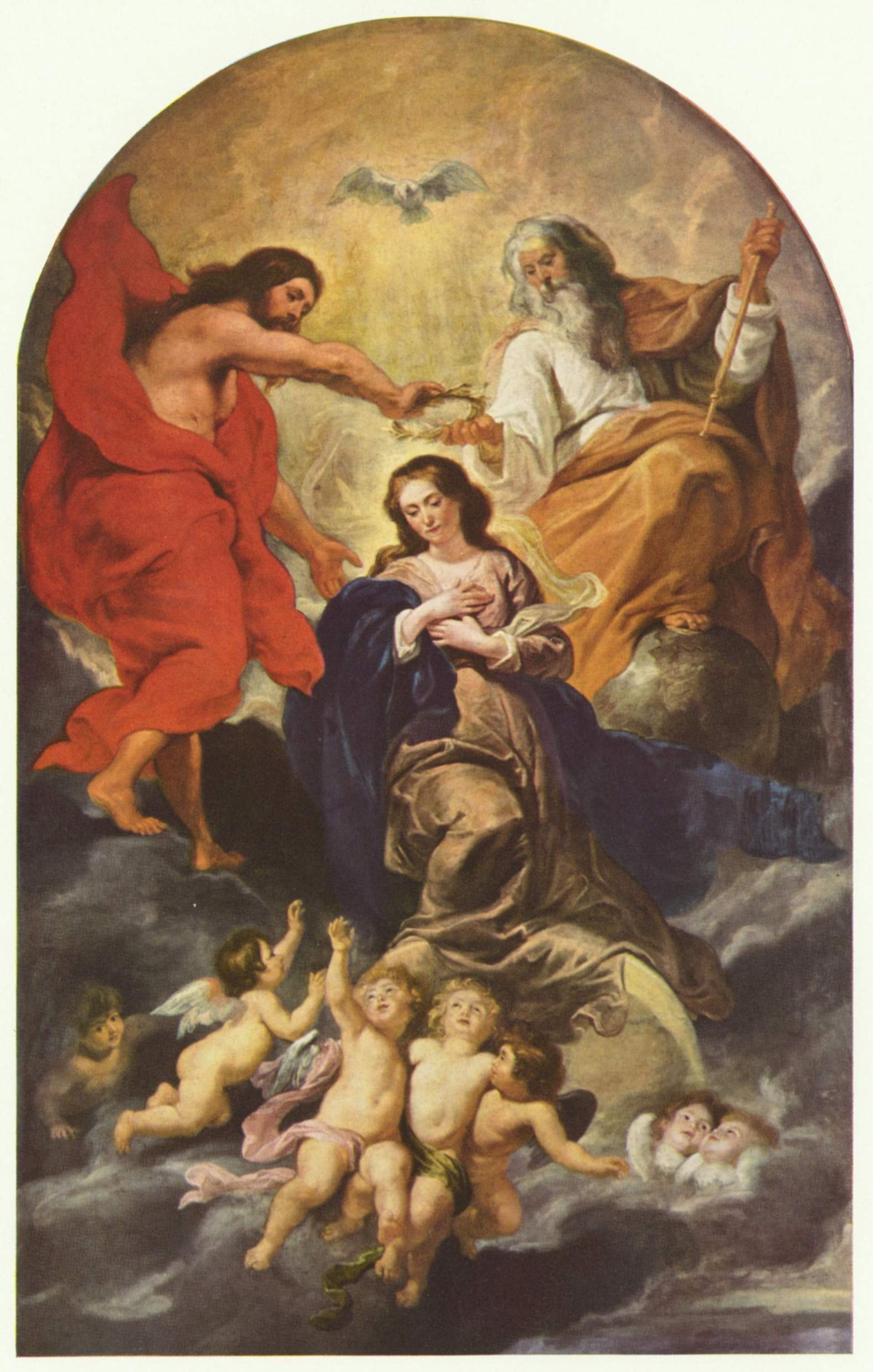
Una versione barocca di Rubens, c. 1625

La fede in Maria come Regina del Cielo ottenne l'approvazione papale di papa Pio XII nella sua enciclica Ad Caeli Reginam, pubblicata l'11 ottobre 1954.
La festa riguarda il dogma dell'Assunzione di Maria: come è avvenuto per Gesù Cristo con la sua Ascensione corporea al Cielo, così anche la glorificazione celeste di Maria è culminata con la sua incoronazione a Regina degli Angeli, dei Santi e dell'intero Universo.
La Chiesa cattolica romana celebra la festa ogni 22 agosto, in sostituzione dell'antico giorno dell'ottava dell'Assunzione di Maria, secondo una modifica introdotta da papa Paolo VI nel 1969. La festa era precedentemente celebrata il 31 maggio, alla fine del mese mariano, laddove l'attuale calendario liturgico commemora attualmente la Festa della Visitazione. Inoltre, esistono incoronazioni canoniche autorizzate dal Papa che vengono conferite a specifiche immagini mariane venerate in luoghi particolari.
L'incoronazione della Vergine Madre di Dio a Regina del Cielo e della Terra dopo la sua Assunzione è una credenza cattolica tradizionale che trova eco nel Rosario di cui l'Incoronazione della Beata Vergine Maria è il quinto dei Misteri Gloriosi.
L'Incoronazione della Beata Vergine è anche oggetto di devozione in tutto il cristianesimo. Al di là dell'arte, essa è un motivo centrale nelle processioni mariane in tutto il mondo.

## Origine
La scena è l'episodio finale della Vita della Vergine e segue la sua Assunzione - non ancora dogma nel Medioevo - o Dormizione. 
Il fondamento scritturale si trova nel Cantico dei Cantici (4,8), nei Salmi (45,11-12) e nell'Apocalisse (12,1-7). 
Un sermone erroneamente attribuito a san Girolamo approfondiva questi temi e fu utilizzato da opere medievali di riferimento come la Legenda Aurea, fra gli altri scrittori. Il soggetto compare anche nella Liturgia delle ore. Il titolo mariano di “Regina del Cielo” (Regina Coeli in latino) risale almeno al XII secolo.
Il soggetto attingeva anche dall'idea della Vergine come “Trono di Salomone”, ovvero il trono su cui siede il Bambino Gesù in una Madonna con Bambino. In base al popolare motivo della sedes sapientiae e alla genealogia di Gesù, si riteneva che il trono della Vergine dovesse essere regale. In generale, l'arte di questo periodo, spesso commissionata dai reali e dai nobili, considerava sempre più la corte celeste come specchio di quella terrena.
Il soggetto sembra apparire per la prima volta nell'arte, in modo insolito, in Inghilterra: il foglio f. 102v del Benedizionale di Sant'Etelvoldo (963-984), raffigura la morte e l'incoronazione della Vergine per la Festa dell'Assunzione. Potrebbe trattarsi del primo esempio di questa raffigurazione noto in Occidente.
Esistono anche un timpano sopra la porta della chiesa di Quenington nel Gloucestershire, risalente forse al 1140, e un altro esempio danneggiato proveniente dall'Abbazia di Reading (Reading, Berkshire).
Dal XII secolo in poi, il tema fu rapidamente adottato e divenne prominente nei portali delle cattedrali gotiche francesi come quelle di Senlis, Chartres, Strasburgo, Laon, Notre-Dame de Paris, Amiens e Reims, nonché nella maggior parte delle cattedrali francesi del XIII secolo.
Esistono anche  tre esempi conservati sui pannelli decorativi del coro del Devon: a East Portlemouth, Holne e Torbryan.
L'incoronazione è profondamente radicata nella Bibbia e riflette la promessa di una ricompensa eterna per tutti i credenti, come si vede in Giacomo 1:12. La Sacra Scrittura menziona cinque corone che i credenti possono ricevere in cielo, una delle quali è la corona della vita, assegnata a “coloro che perseverano nelle prove” (Apocalisse 2:10). Una volta che Maria è riconosciuta come Madre della Chiesa e sua “realizzazione esemplare”, ella anticipa la promessa divina dell'eterna gloria e diviene la prima ad essere incoronata. La sua incoronazione simboleggia la speranza per tutti i credenti, facendo eco alla promessa della possibilità universale di salvezza propria della fede cristiana.

## Composizione
Nelle versioni più antiche, Maria e Cristo sono spesso seduti fianco a fianco su un ampio trono e sono solitamente accompagnati solo da angeli raffigurati in pale d'altare più piccole, anche se queste erano spesso in forma di polittico e avevano santi sui pannelli laterali, spesso separati. 
Successivamente, si afferma una seconda iconografia: Dio Padre siede spesso alla sinistra di Cristo, con lo Spirito Santo che aleggia tra loro, e Maria inginocchiata davanti e sotto di loro. Cristo e il Padre sono normalmente differenziati dall'età; inoltre, Dio Padre indossa spesso una corona a forma di alveare, che ricorda una tiara papale.
Nel XV secolo si trovano interpretazioni più individuali. A partire dal tardo Rinascimento, il soggetto è spesso combinato con l'Assunzione, con un gruppo di apostoli nello spazio terreno sotto la scena celeste, a volte con la tomba vuota di Maria. Man mano che il pannello centrale delle pale d'altare diventava più grande fino ad abbandonare la predella e i pannelli laterali, l'Incoronazione diventava un soggetto adatto a una composizione molto ampia, soprattutto se nelle sezioni inferiori erano raffigurati apostoli o altri santi importanti per la comunità.

## La corona di Maria
La “corona” di Maria è menzionata fin dal VI secolo con l'espressione di corona virginum (corona delle vergini). La corona ha diversi significati nelle raffigurazioni secolari. 
L'antica corona d'alloro nei Giochi Olimpici simboleggiava la vittoria, mentre una corona d'oro e pietre preziose indicava potere e ricchezza. 
Nell'iconografia cristiana, la corona assume significati religiosi. In un antico mosaico a Ravenna, in Italia, le vergini presentano una corona al Bambino e a Maria in segno di umiltà.
I tre re Magi presentano le loro corone all'infante Gesù come simbolo del potere secolare che si sottomette a Cristo. Le corone mariane includono spesso elementi di vittoria e glorificazione, specialmente durante il periodo barocco.
Una Maria coronata è solitamente raffigurata nell'Albero di Iesse, che sottolinea la sua discendenza reale terrena dalla Casa di Davide, aspetto a cui nel Medioevo veniva attribuita una notevole importanza. A Santa Maria in Trastevere a Roma, è raffigurata come Madre di Cristo, che partecipa al suo Regno. Il testo latino, adattato dal Cantico dei Cantici, recita: Tota pulchra es, amica mea, veni coronavi.

## Galleria

### Fino al 1500

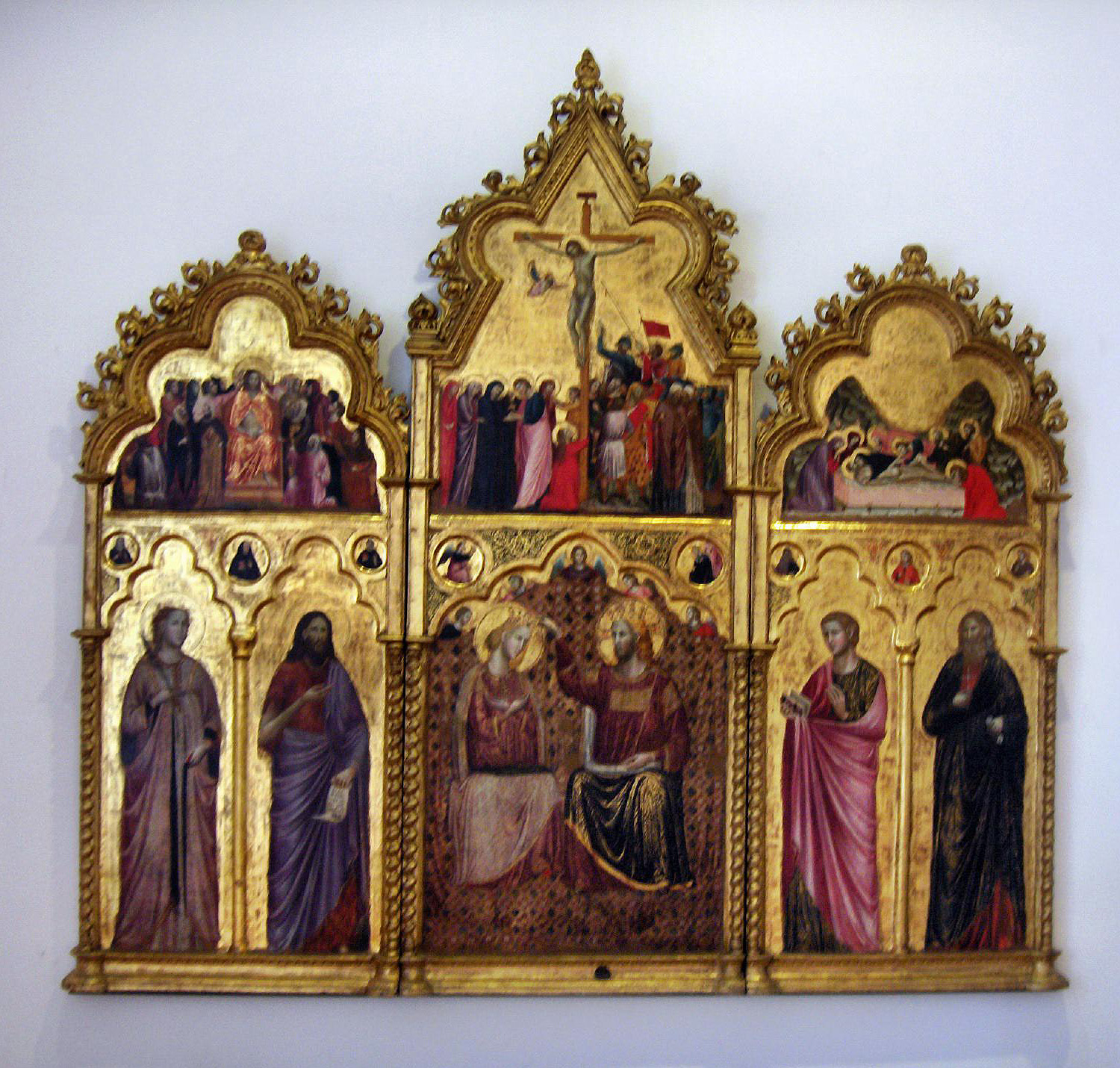
Giuliano da Rimini, 14th century
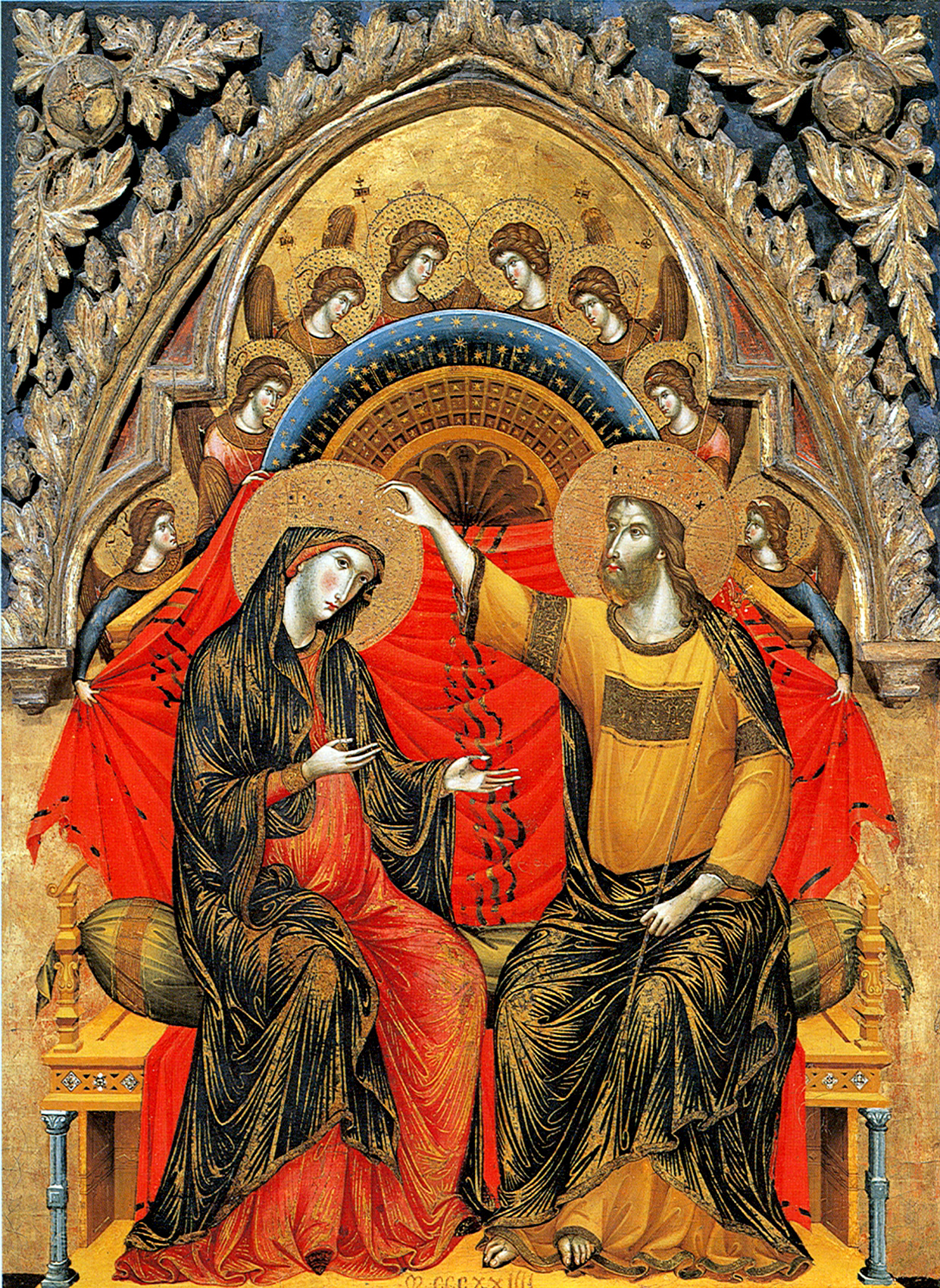
Paolo Veneziano, 1324
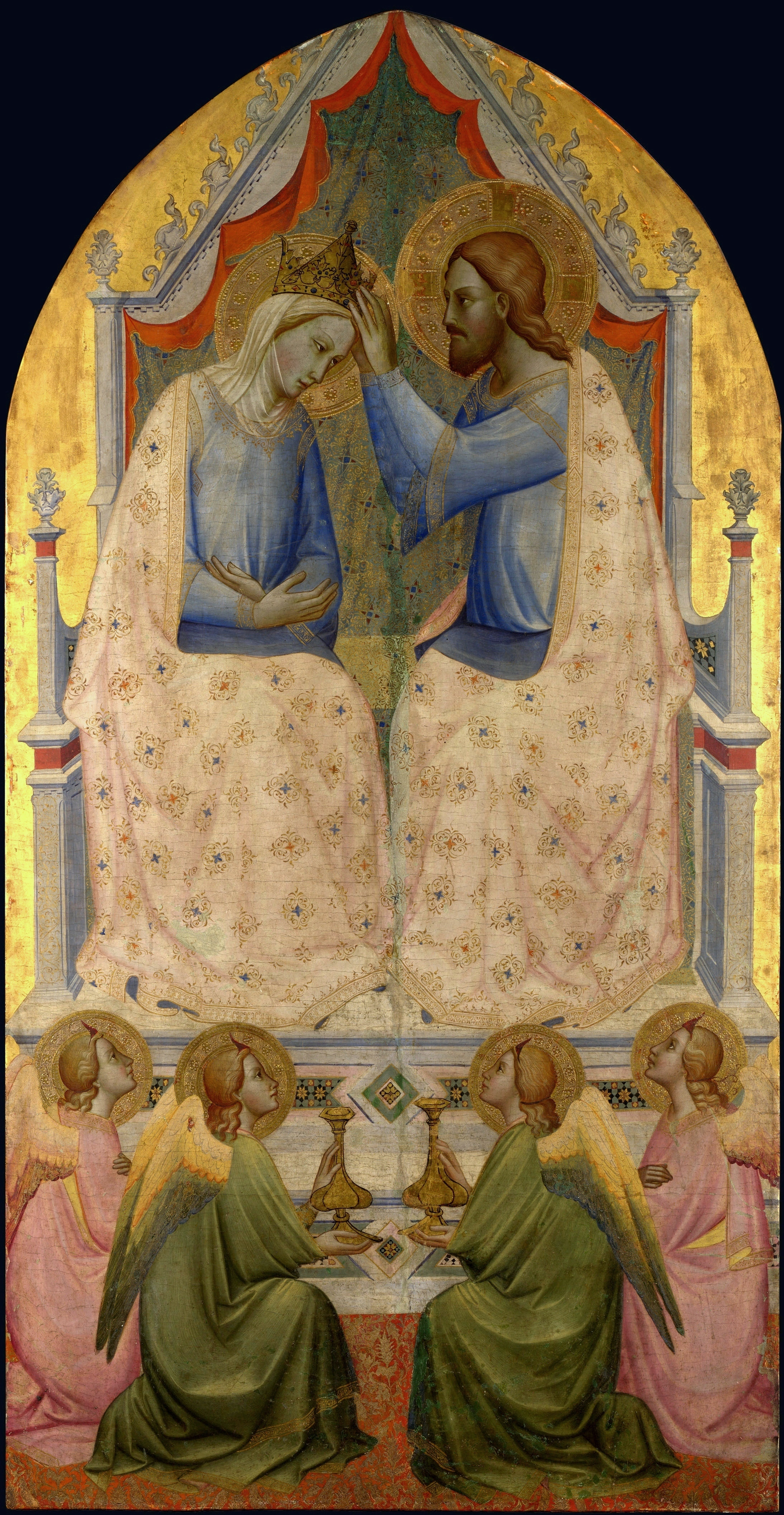
Agnolo Gaddi, c. 1380
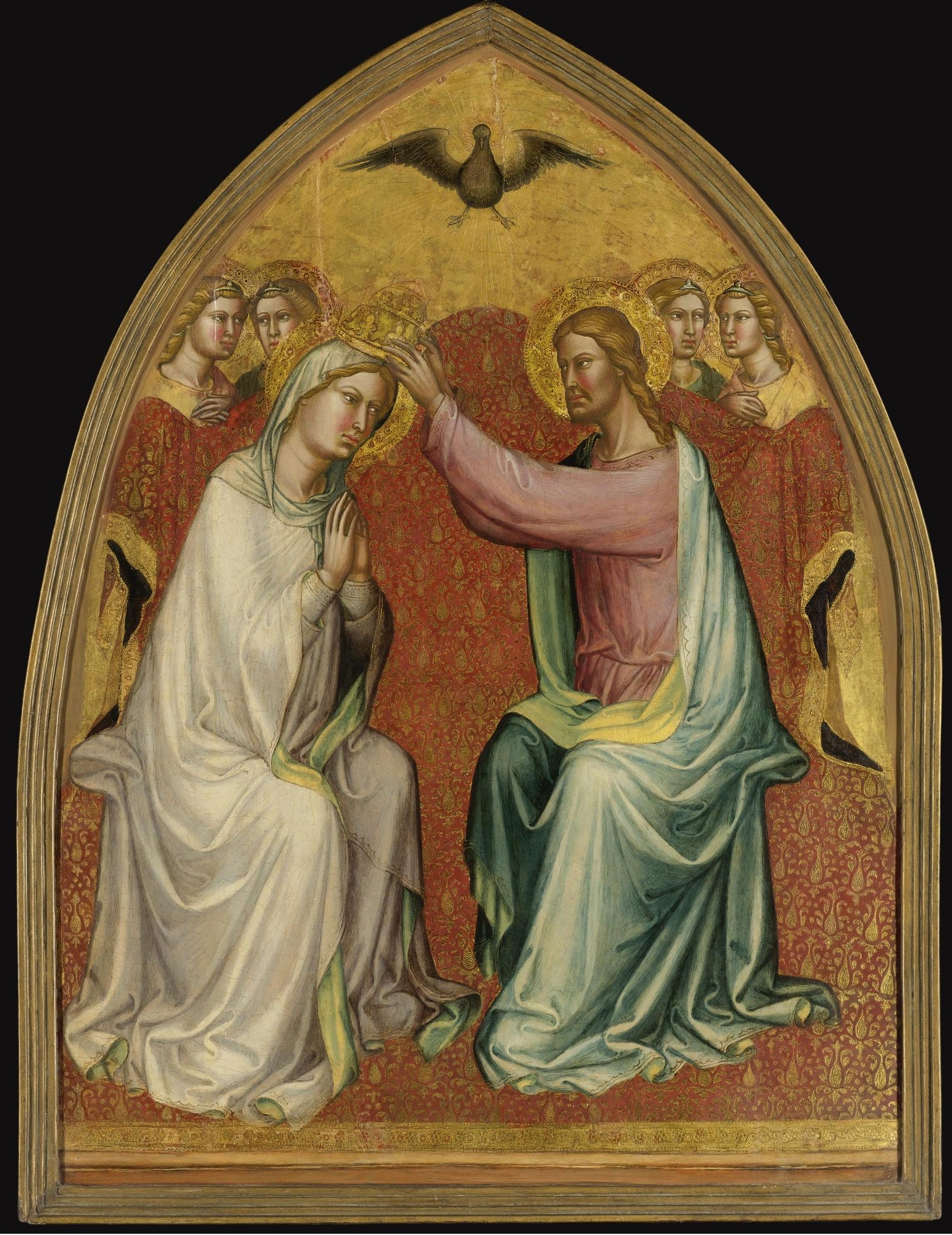
Martino di Bartolomeo, 1400
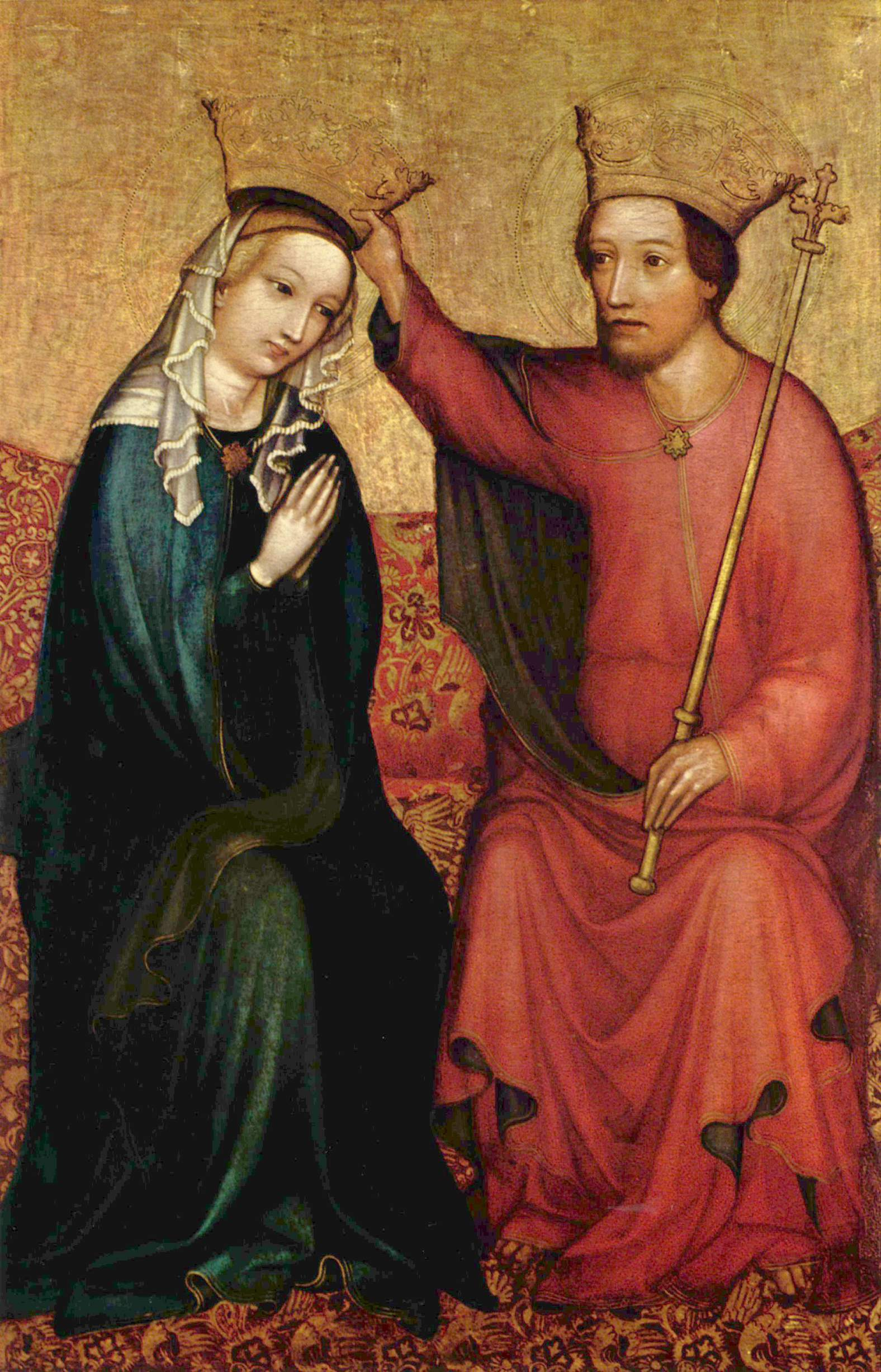
Altare tedesco, 1413–1422
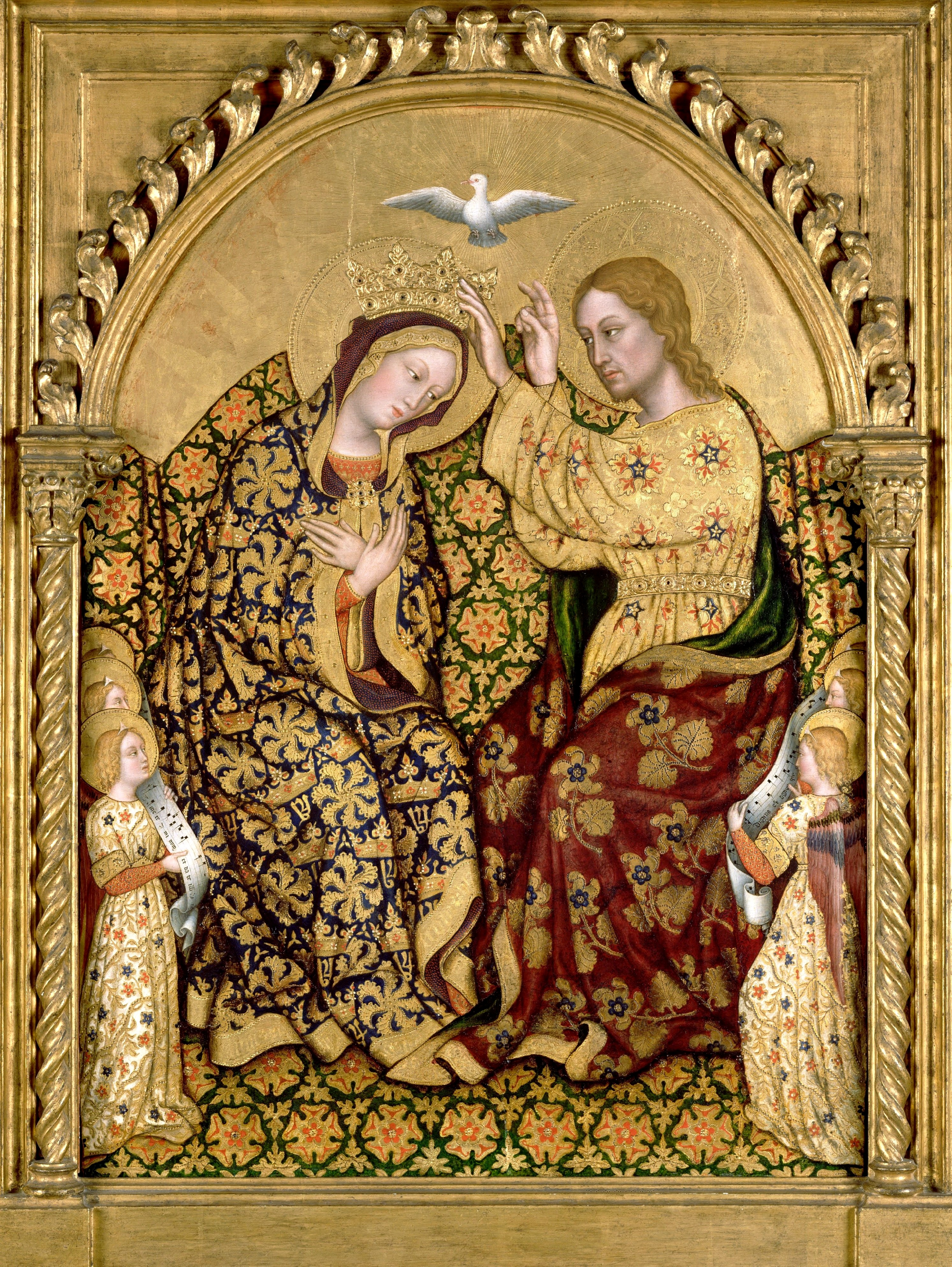
Gentile da Fabriano, 1422–1425
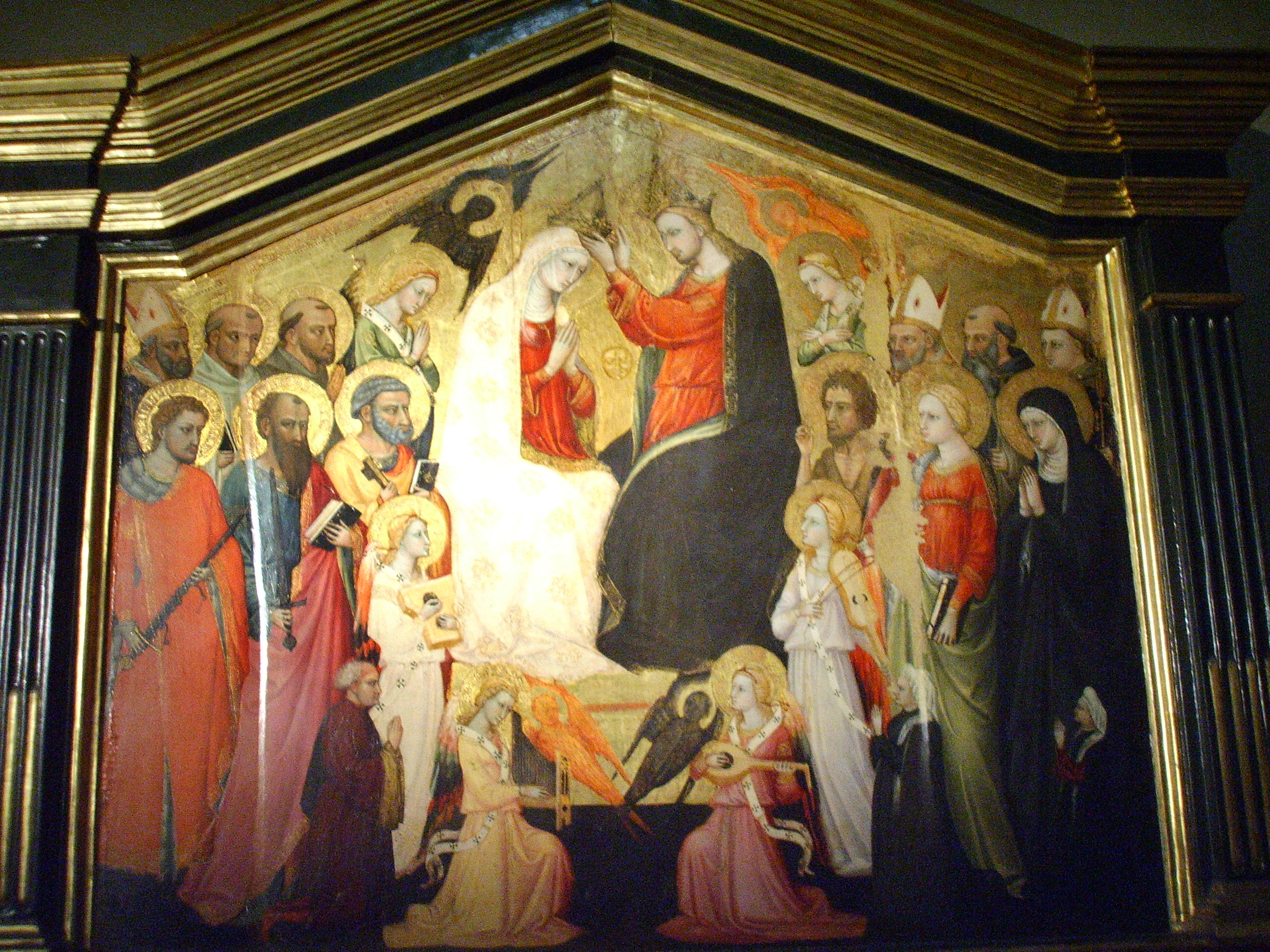
Bicci di Lorenzo, 1430
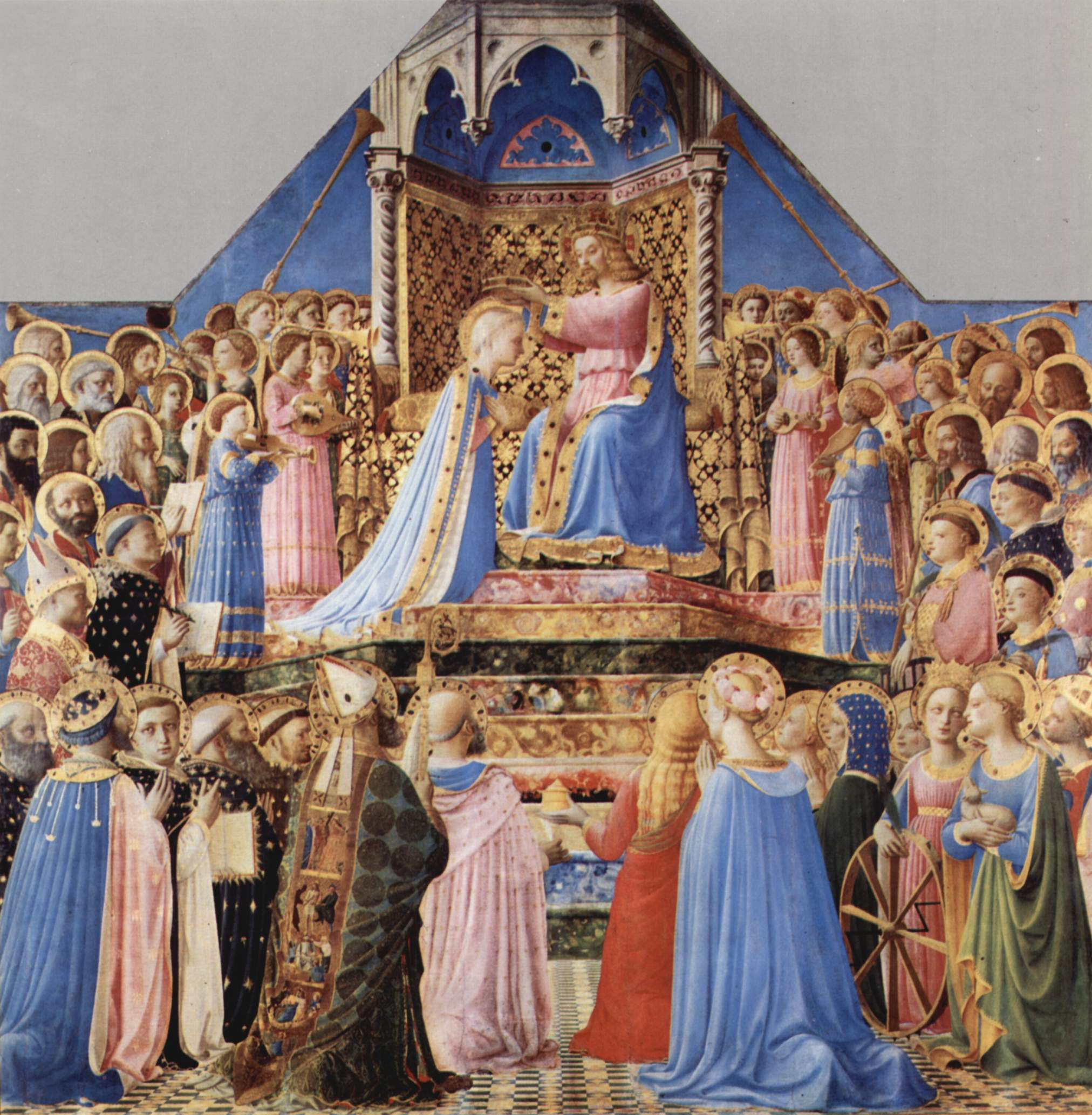
Fra Angelico, Louvre con un'ambientazione più ampia, 1430–1431
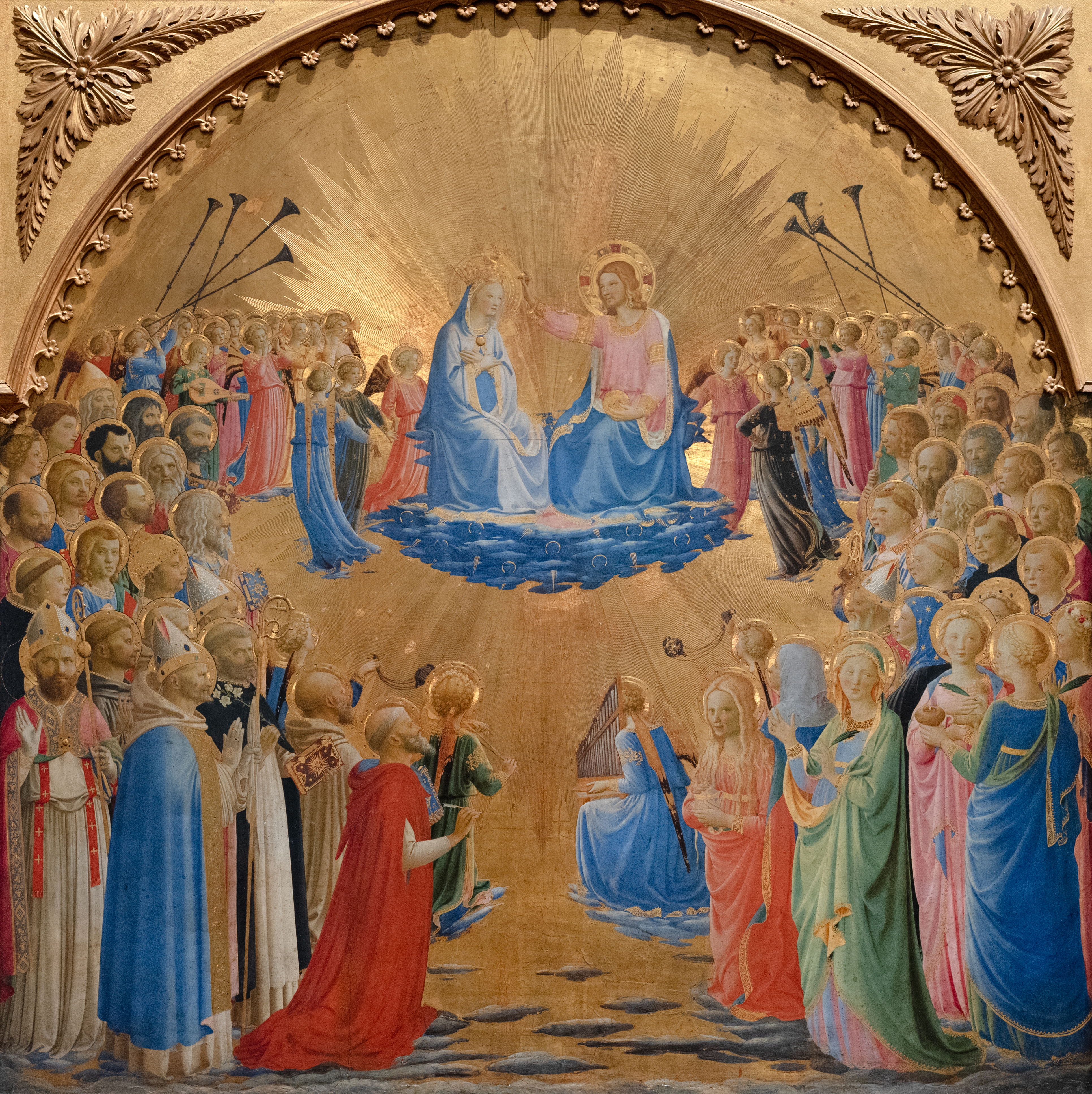
Fra Angelico, Uffizi, 1434–1435
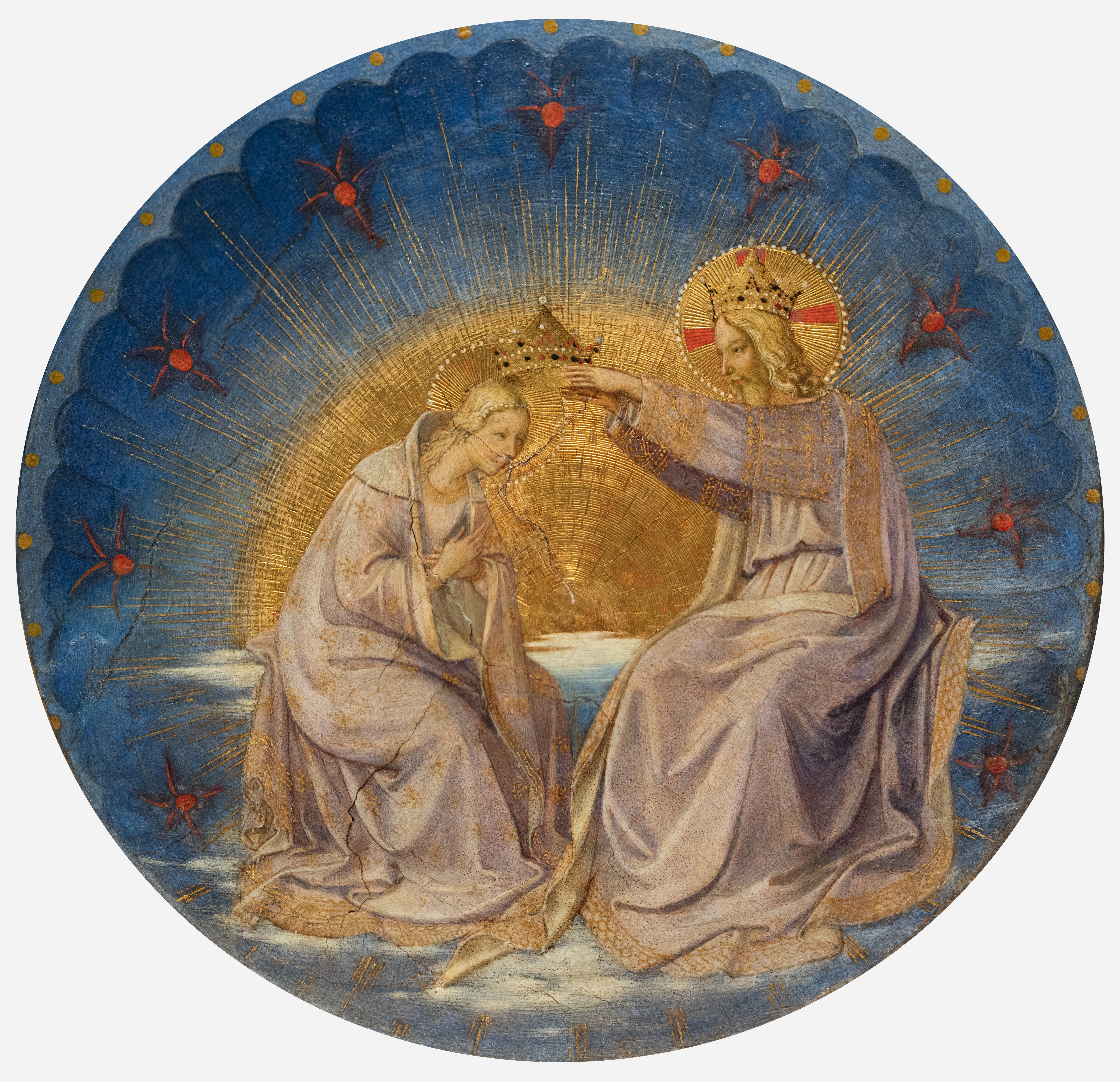
Fra Angelico, medallion, 1450s
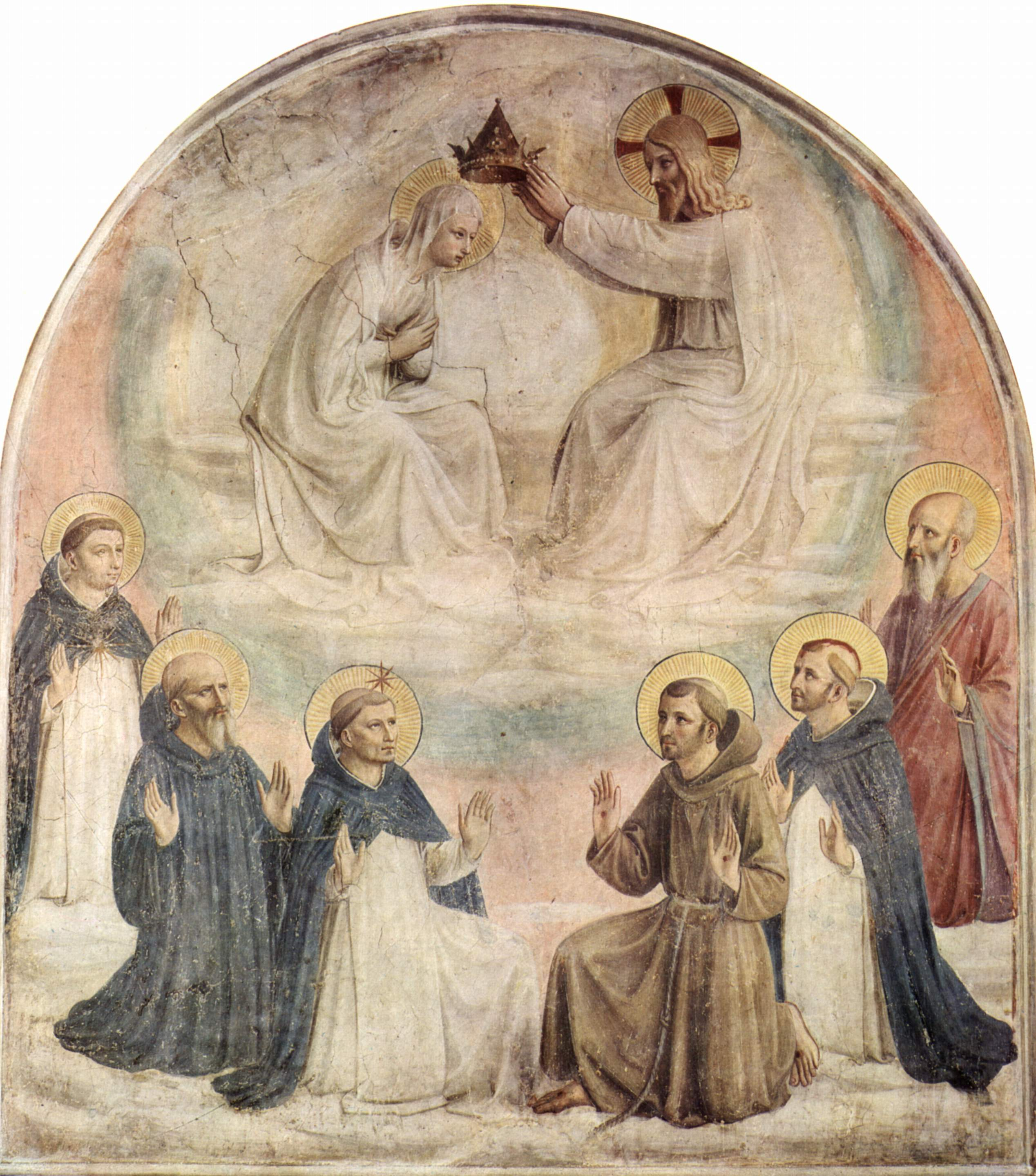
Fra Angelico, 1437–1446
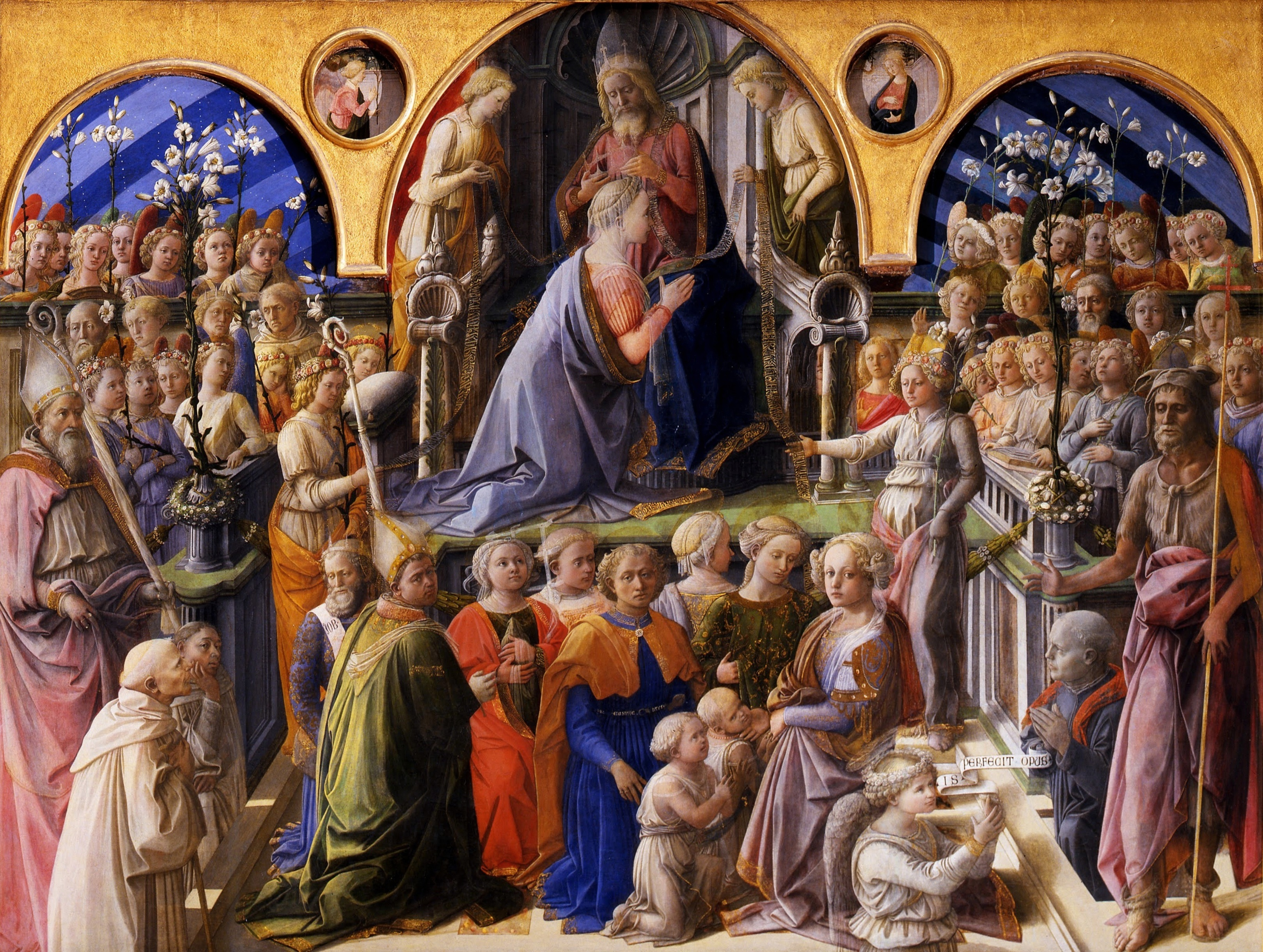
Filippo Lippi, 1441–1447
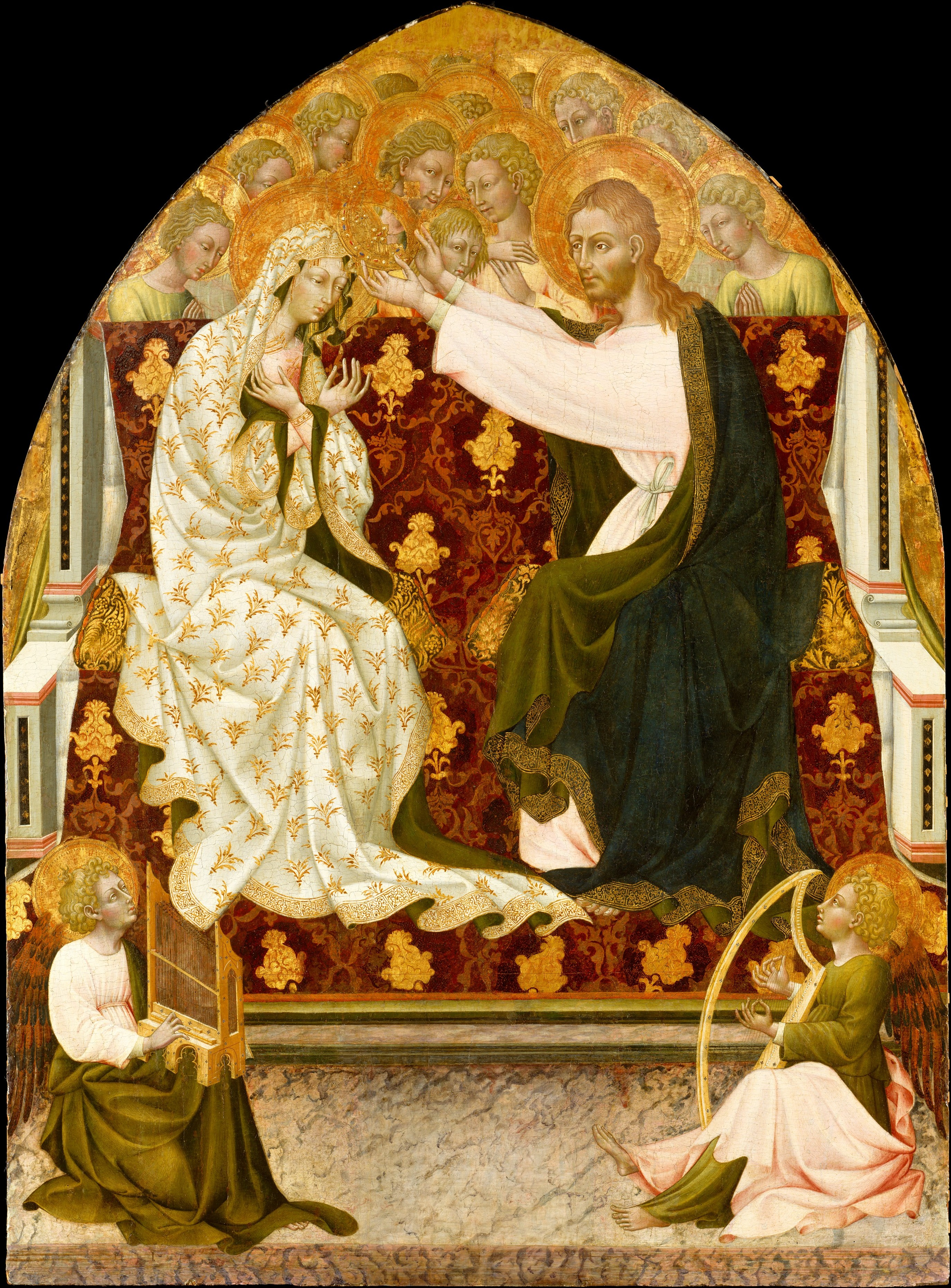
Giovanni di Paolo, 1455 (MET, New York)
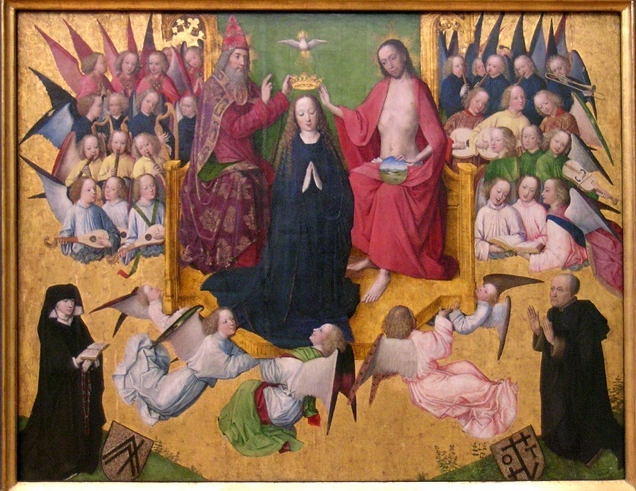
Versione tedesca del XV secolo, Maestro della Vita della Vergine
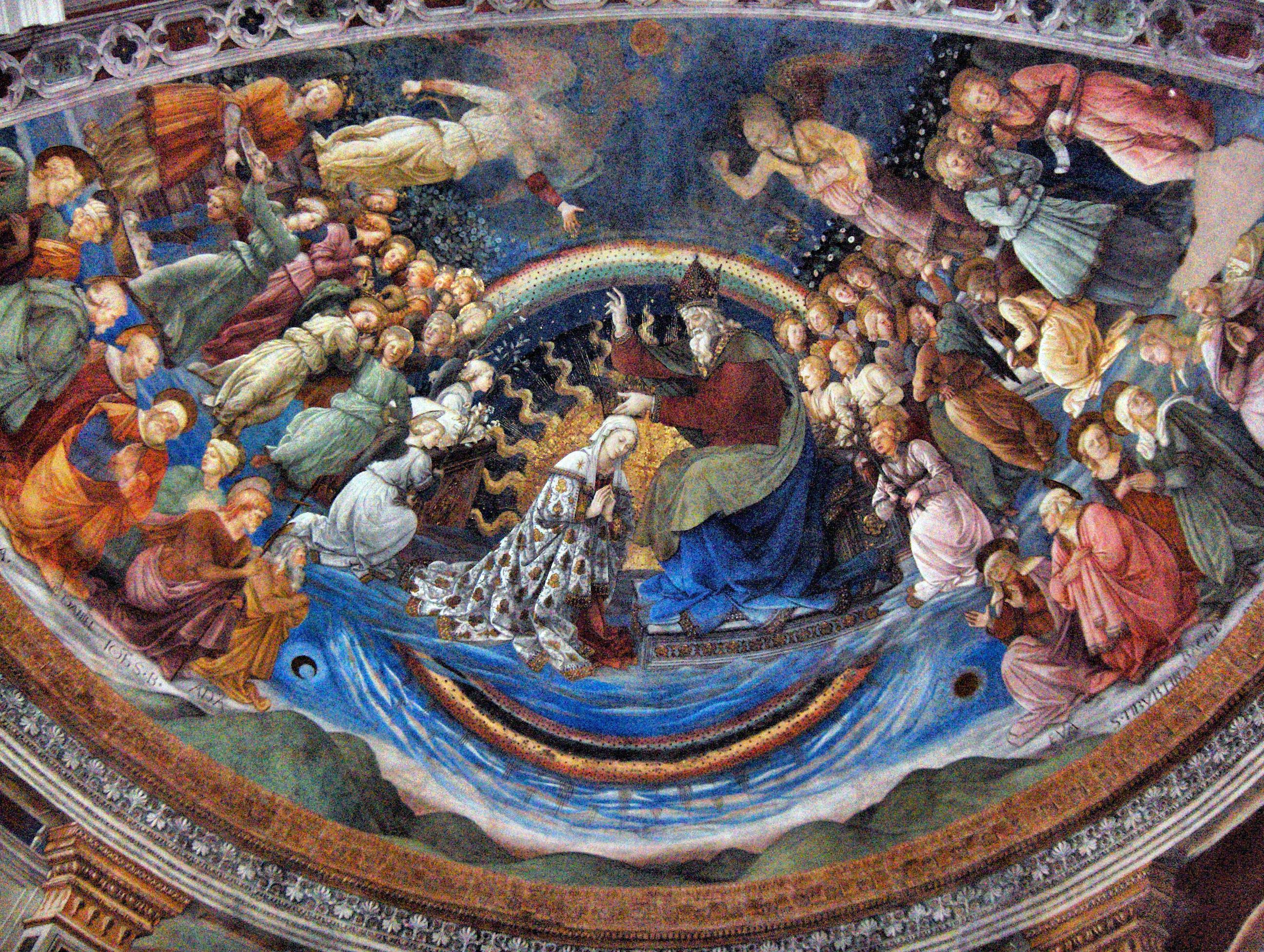
Filippo Lippi, 1467–1469;  cattedrale di Spoleto
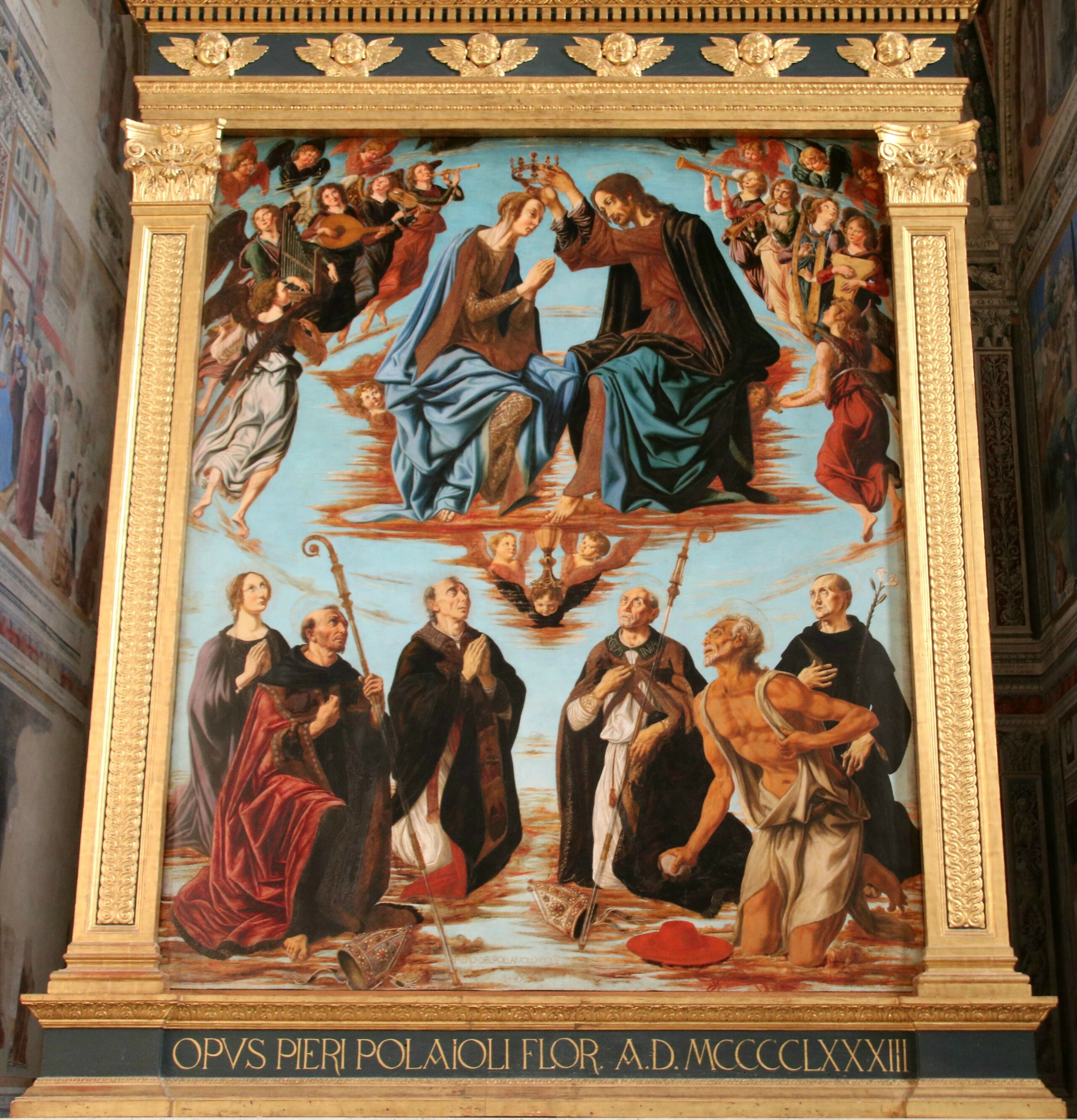
Piero del Pollaiuolo, 1483
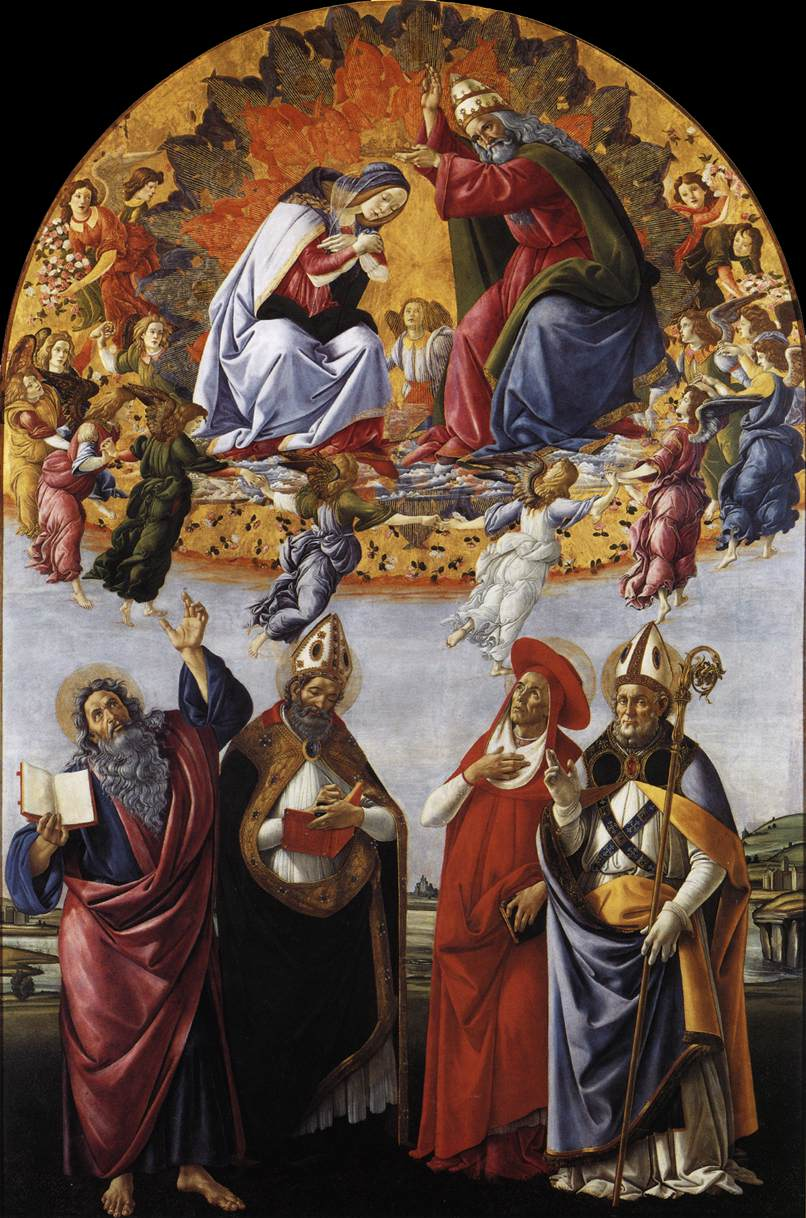
Botticelli, con Dio Padre in evidenza, 1490–1492
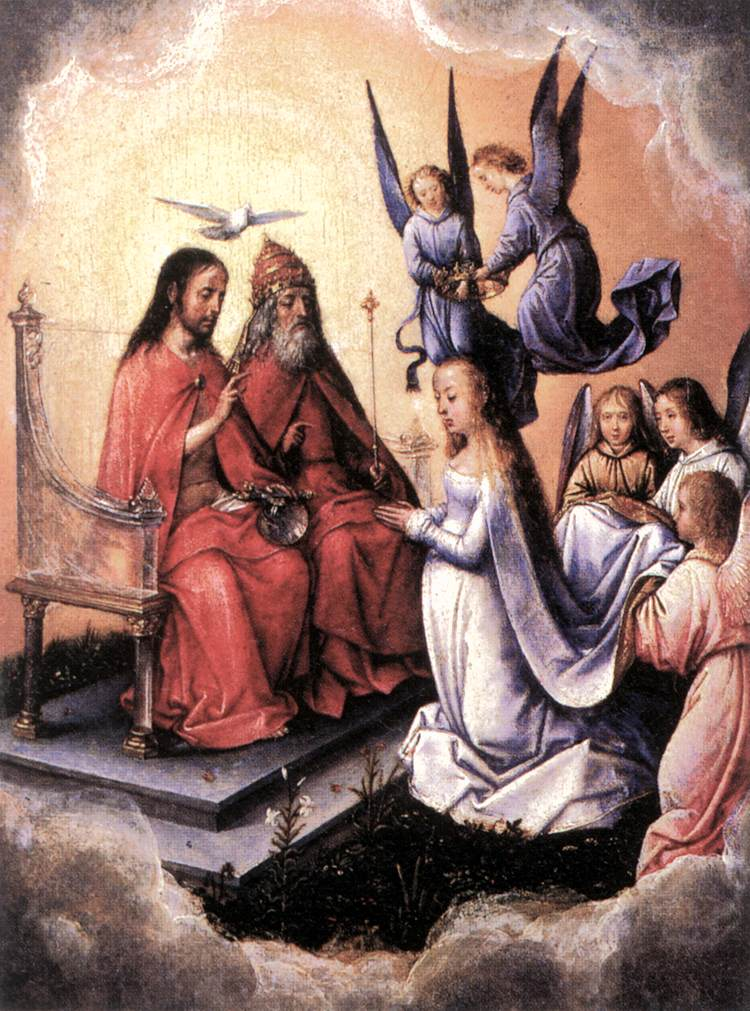
Michael Sittow, 1492–1496
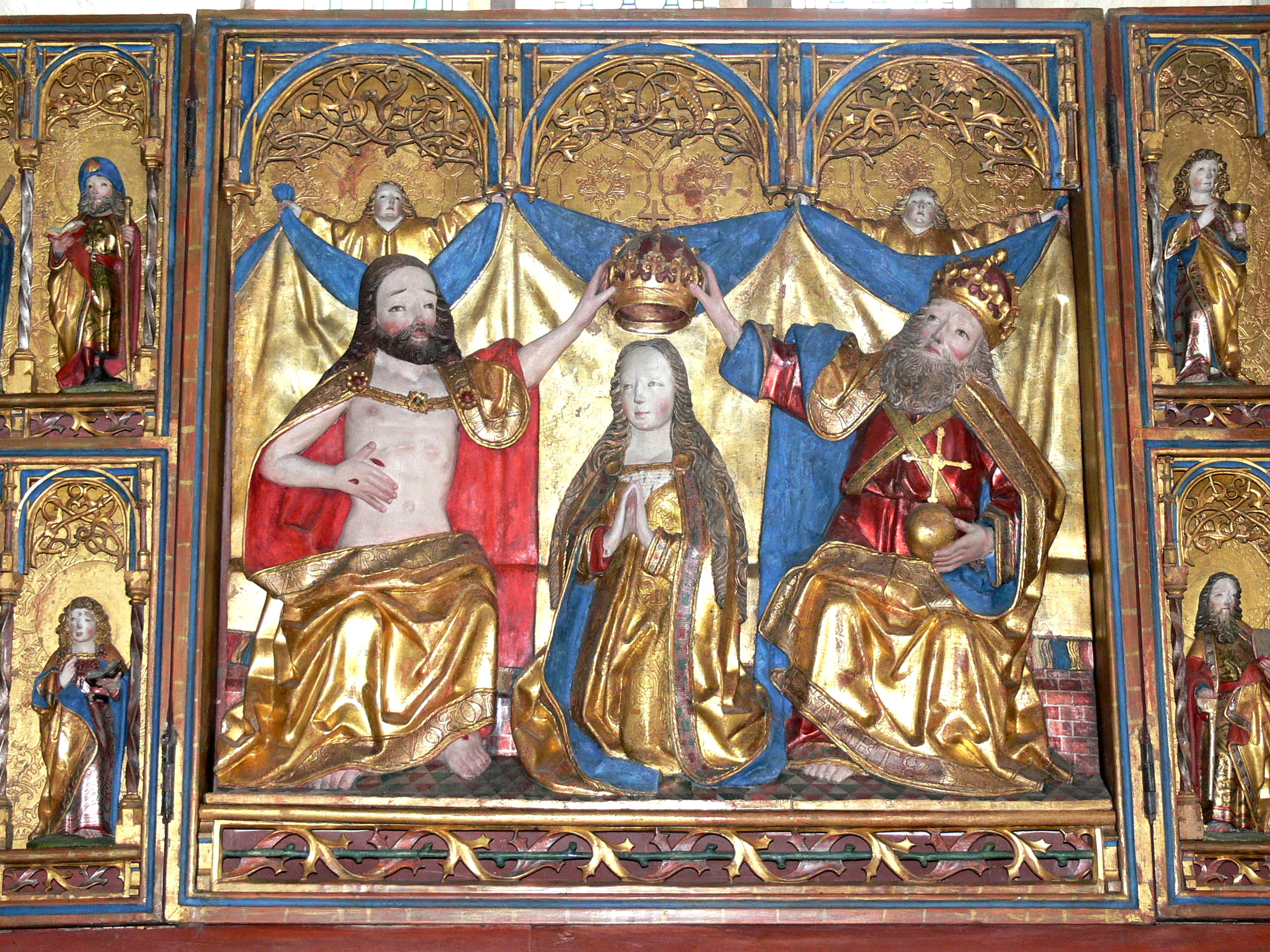
Pala d'altare svedese del XV secolo, (Chiesa die Källunge)

### Dopo il 1500

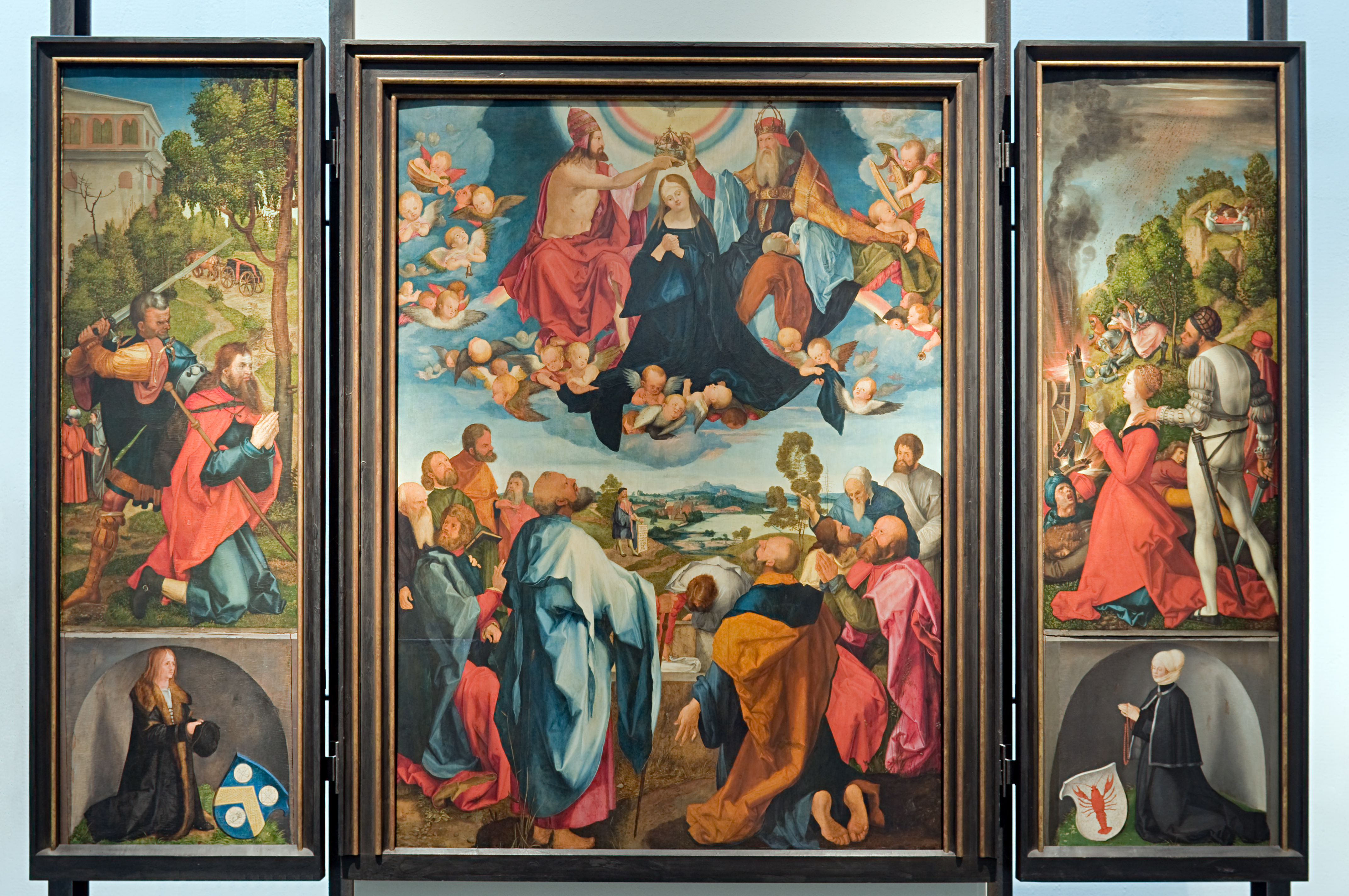
Albrecht Dürer combina il soggetto con l'Assunzione di Maria
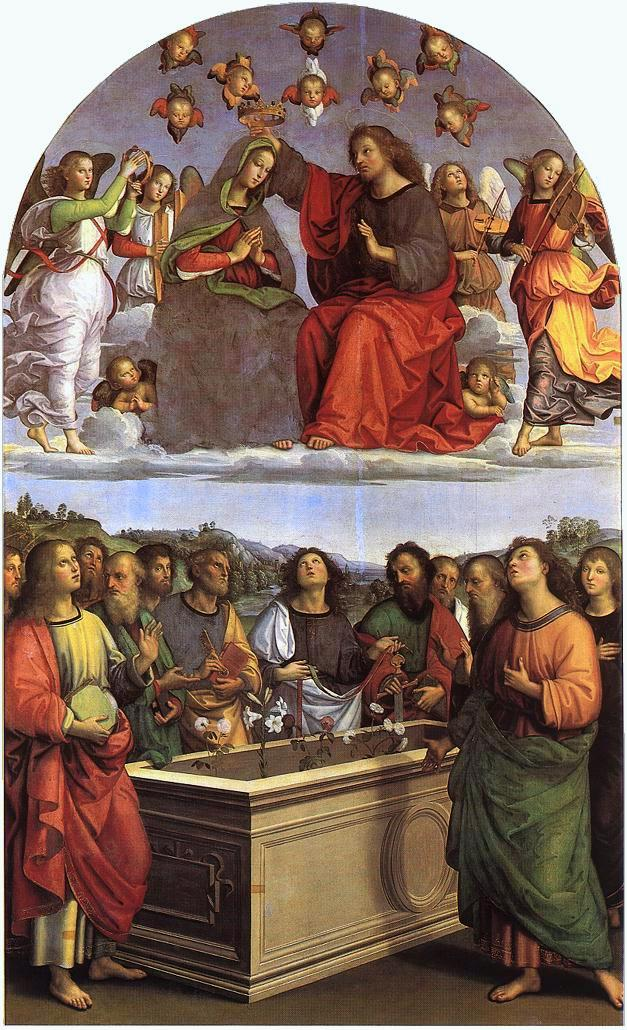
Raffaello, 1502–1504
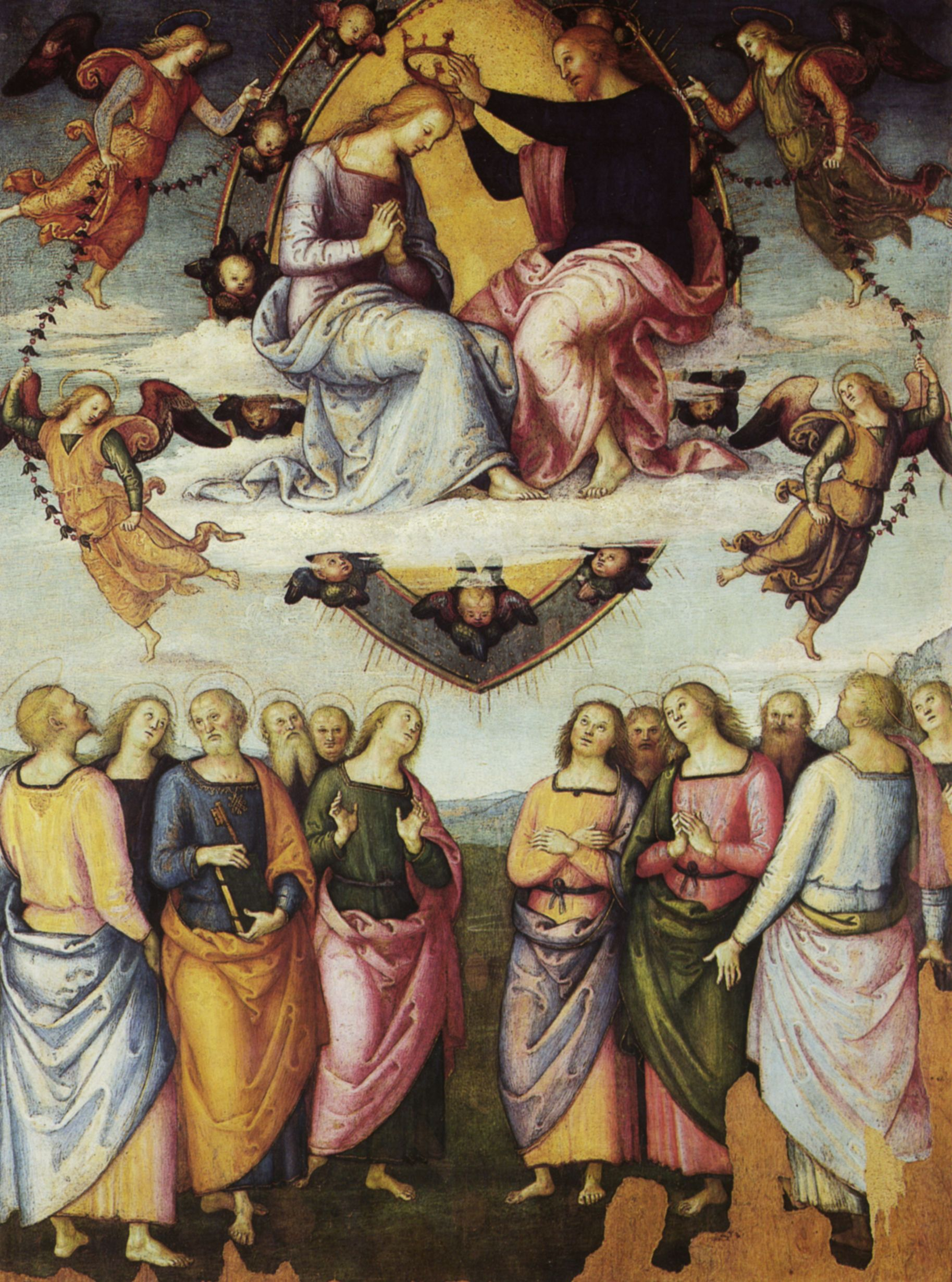
Pietro Perugino, 1504
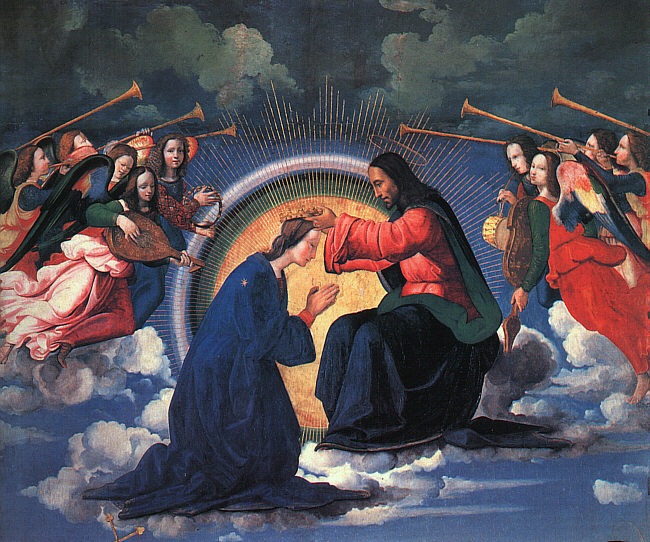
Ridolfo Ghirlandaio, 1504
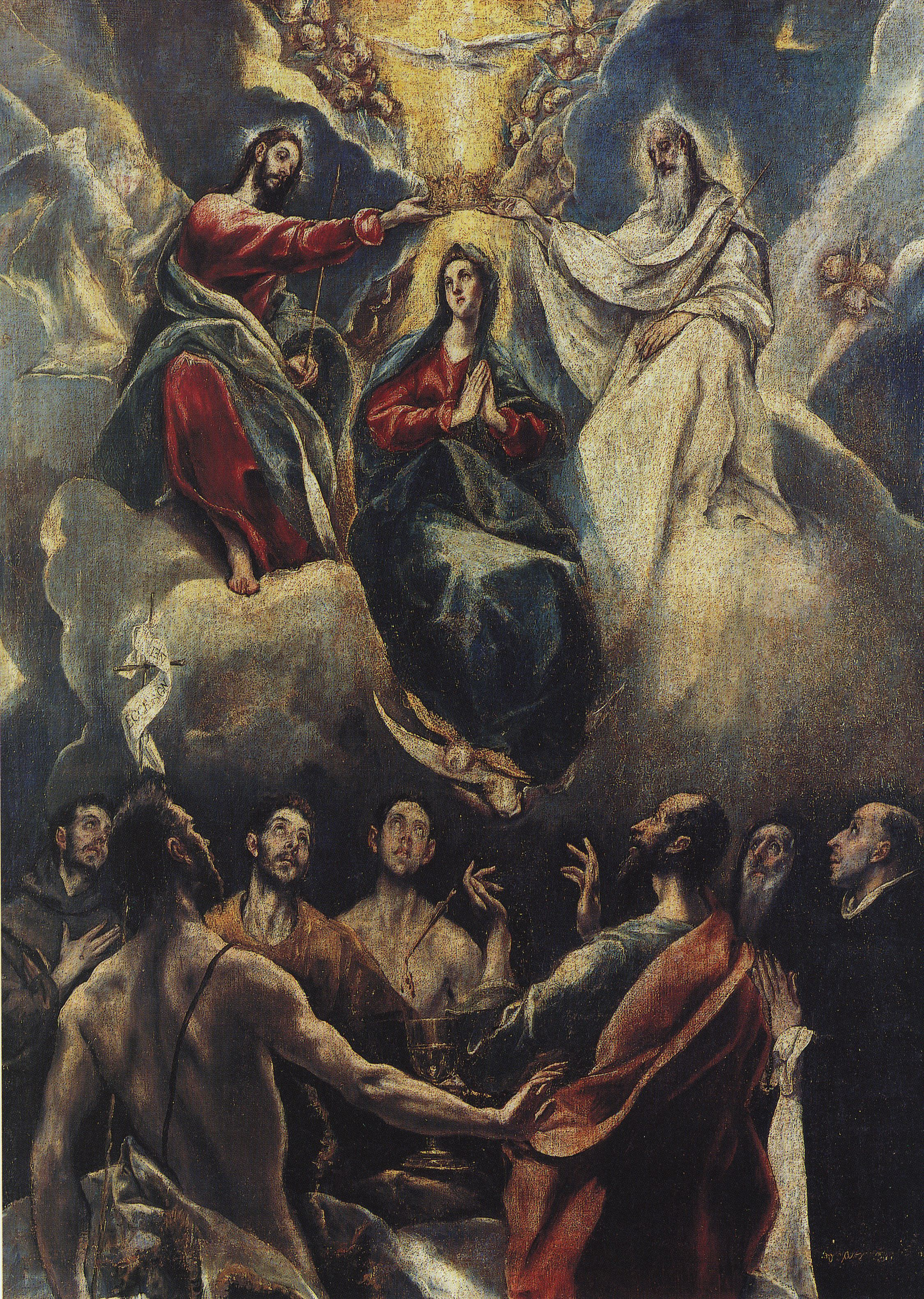
El Greco 1591
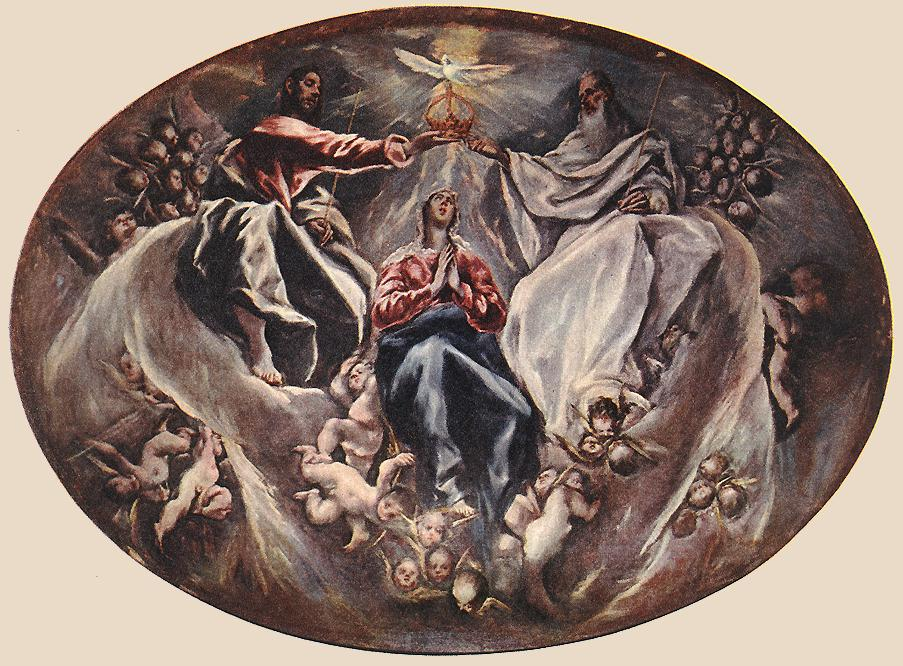
El Greco, 1597
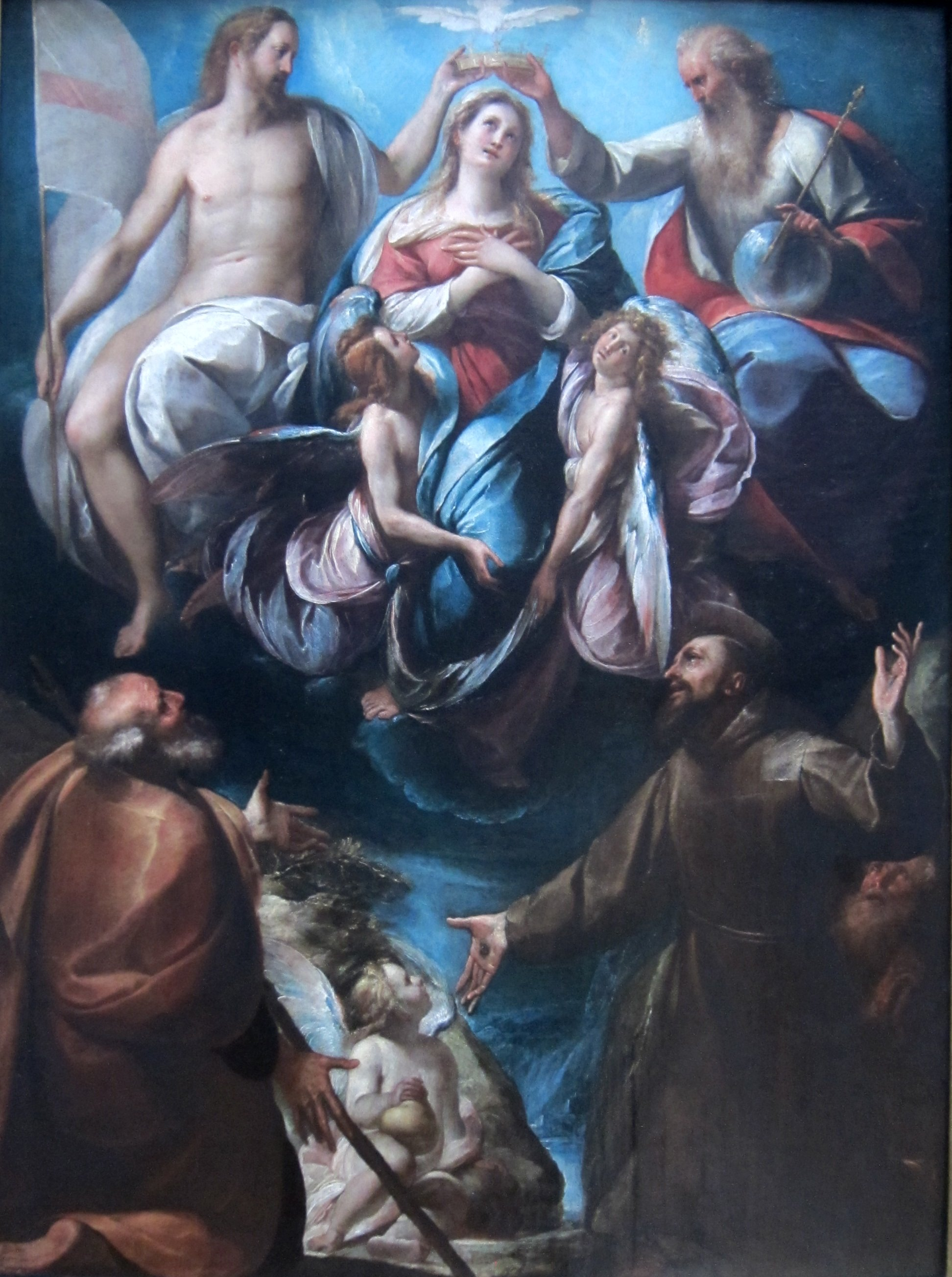
Giulio Cesare Procaccini, c. 1604–1607
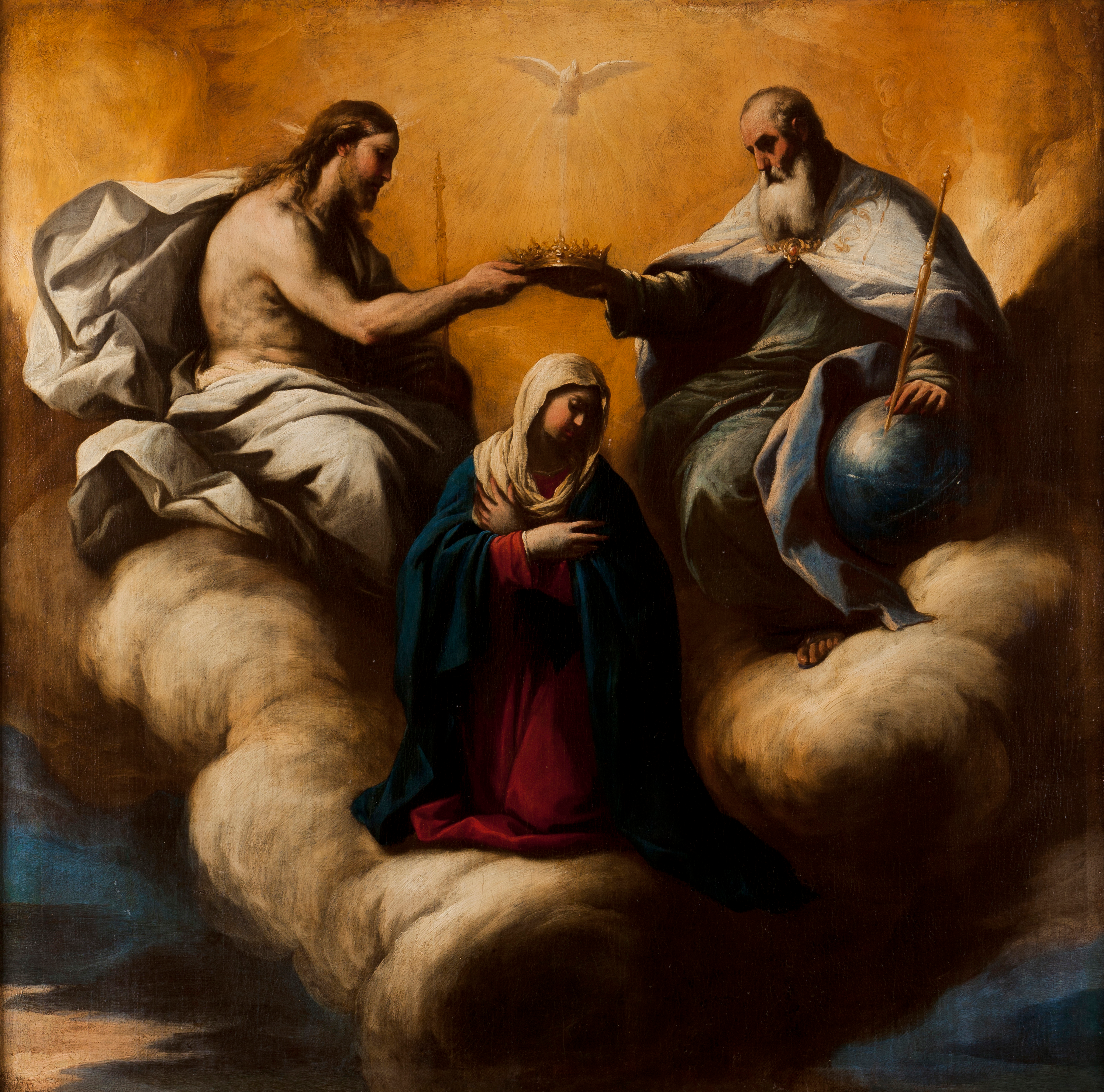
Attribuito a Amaro do Vale, c. 1615–1619
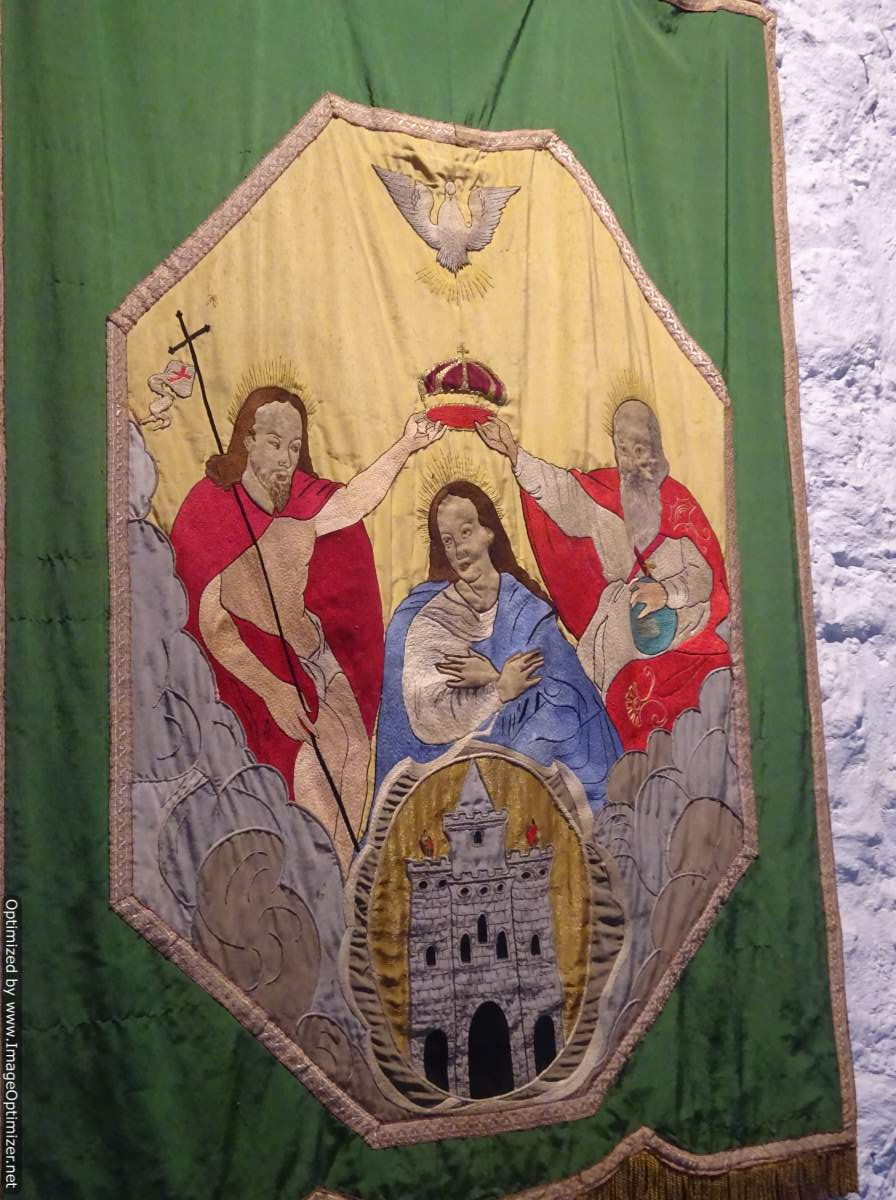
Stemma della Confederazione Cattolica Irlandese (1642–1652)
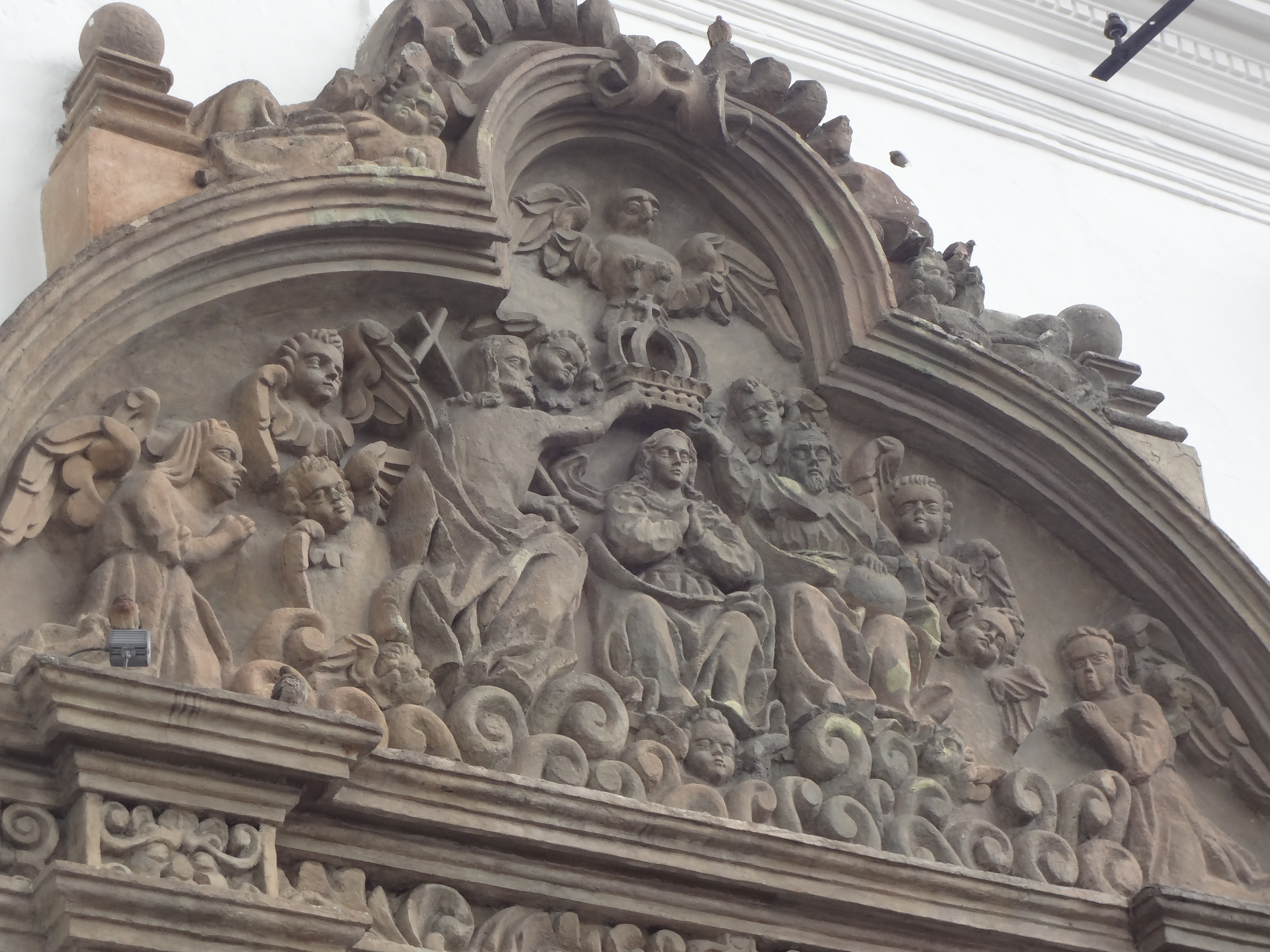
Timpano nel portale nord della chiesa del Monastero di Santa Clara a Quito, in Peru.

### Dopo il 1800

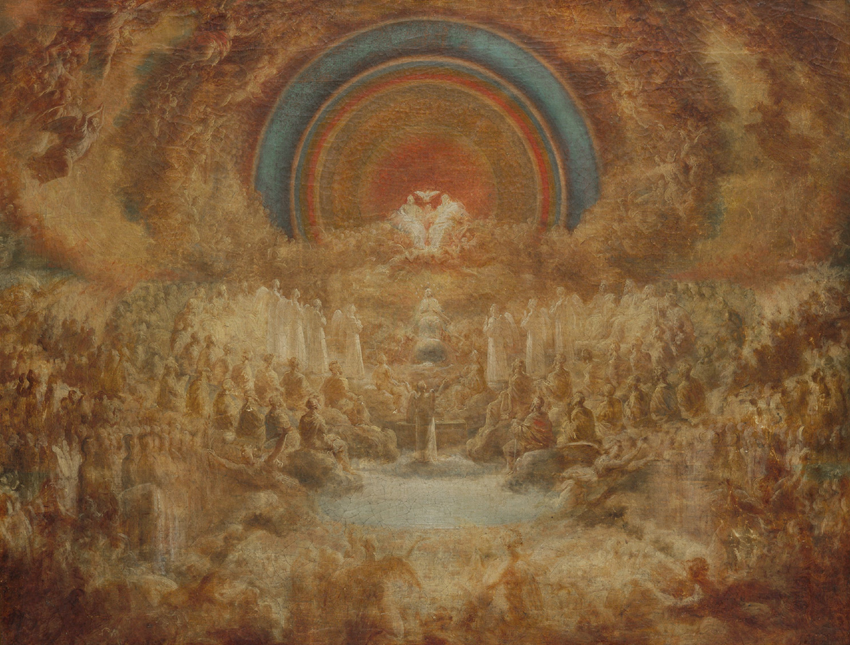
Domingos Sequeira, c. 1830
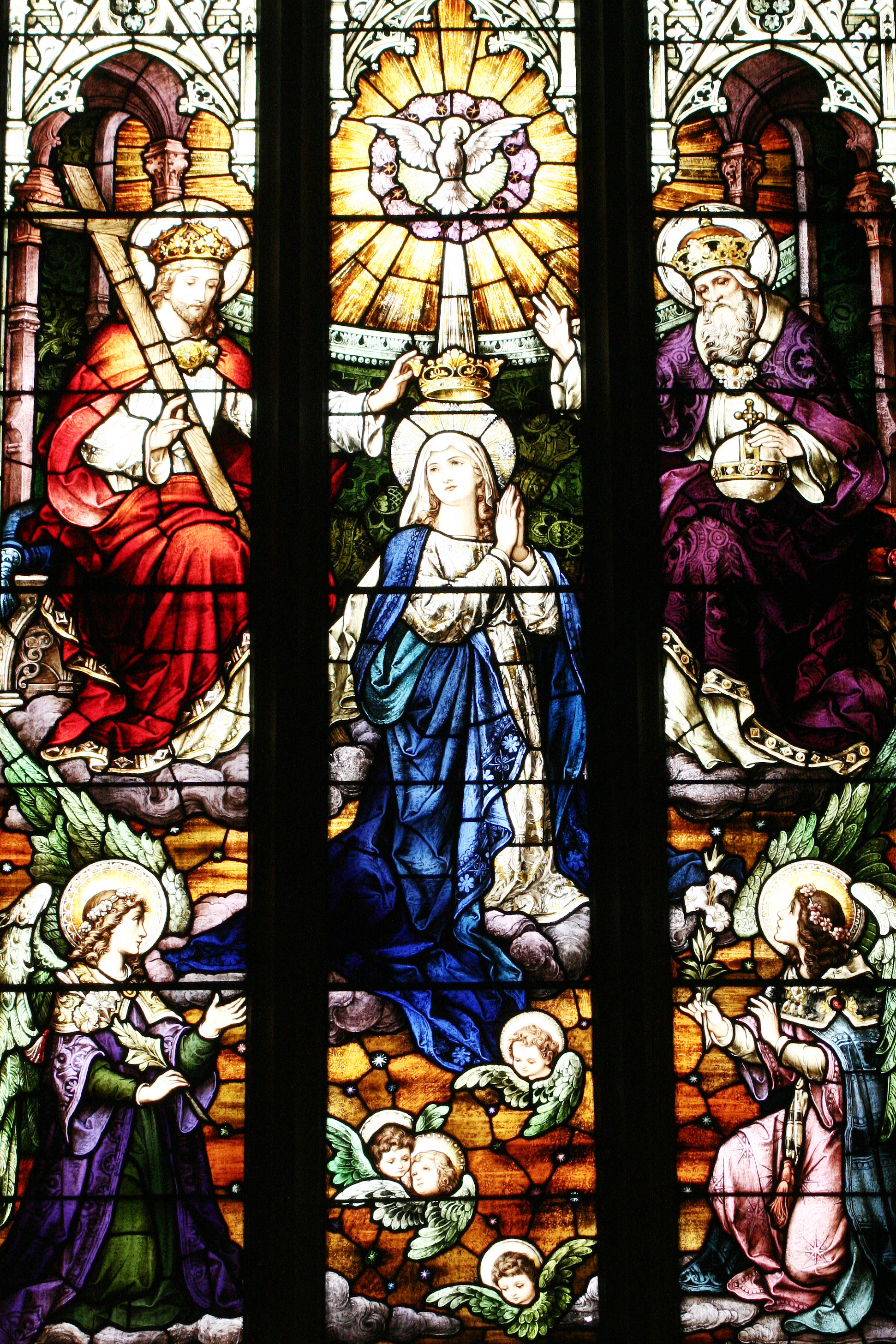
Vetrata della Cattedrale di San Michele (Toronto) raffigurante l'Incoronazione della Vergine.
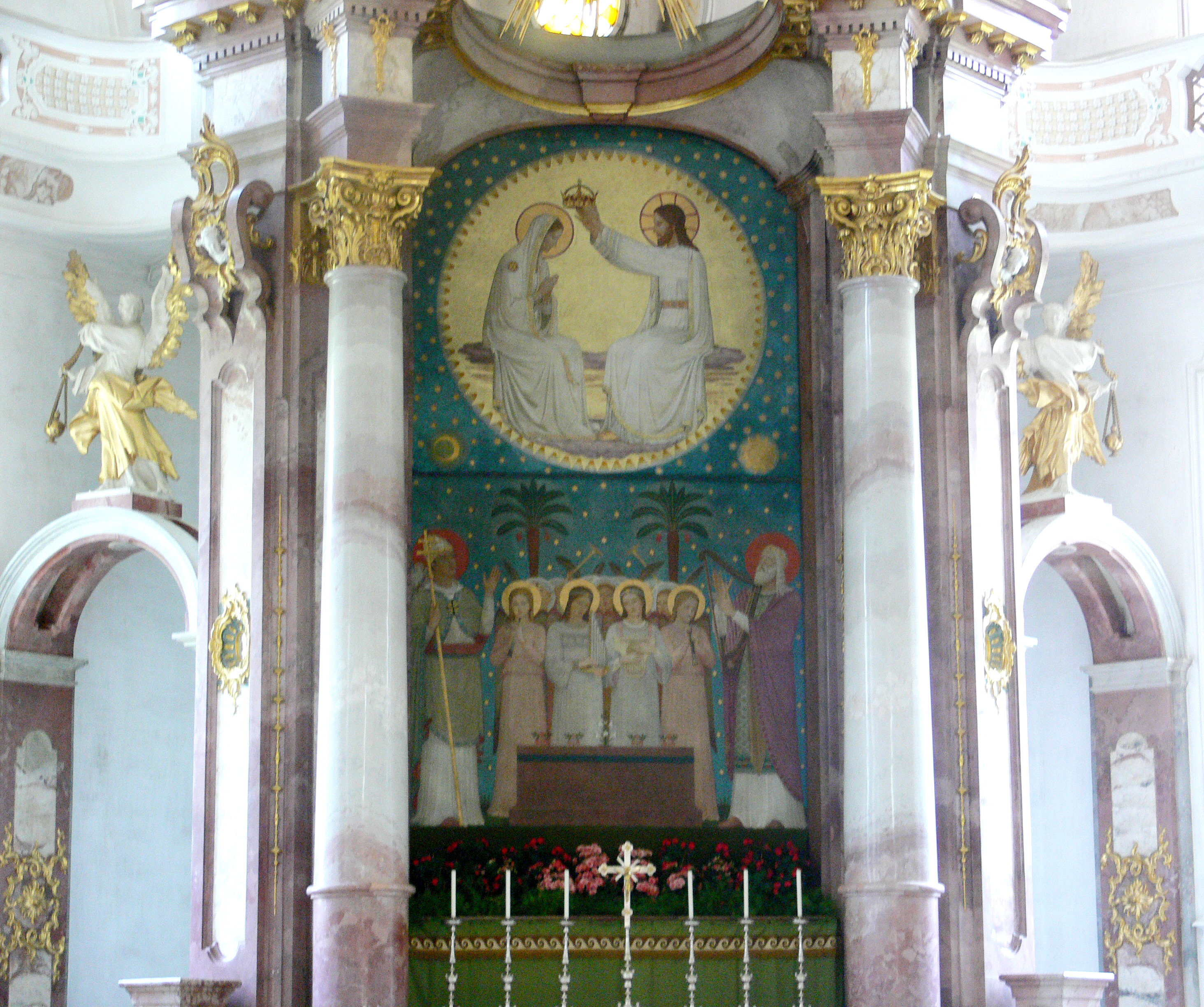
Altare tedesco del XIX secolo